# Nistru
Nistrul (în ucraineană Дністер, transliterat: Dnister, denumiri antice – Τύρας în greacă și Tyras în latină; a nu se confunda cu fluviul Nipru) este un râu care izvorăște din Carpații ucraineni în apropiere de granița cu Polonia și se varsă în Marea Neagră.
Pe o scurtă porțiune marchează granița dintre Ucraina și Republica Moldova, după care intră în Republica Moldova. Pe malul său stâng se află regiunea separatistă moldoveană Transnistria, iar apoi râul devine din nou graniță între Moldova și Ucraina, înainte de a străbate teritorii ucrainene.
Se varsă în Marea Neagră prin Limanul Nistrului, pe teritoriul ucrainean. Printre altele, Nistrul este folosit pentru pescuit, transport de mărfuri și producerea de energie electrică.

## Etimologie
Originea hidronimului poate fi explicată etimologic prin radicalele indo-europene dan – „râu” și istr –  „curent rapid de apă”, denumirea însemnând la origine „râul care curge repede”, avându-se în vedere, probabil, cursul superior al râului, în Carpații Orientali. Râul Nistru apare în hrisoavele domnești din Moldova începând din prima jumătate a sec. al XV-lea (1425, 1430, 1445 etc.).

## Date generale
- Lungime: 1.352 km
- Navigabil: 500 km
- Înălțimea la izvor: 1.000 m
- Debitul mediu multianual: 310 m³/s
- Suprafața bazinului hidrografic: 68.627 – 72.100 km²

Nistrul izvorăște în Carpații Orientali (pe versantul de nord-vest al Muntelui Rozluci, în Ucraina, la altitudinea de 760 m) și se revarsă prin limanul omonim în Marea Neagră. Sectorul superior al Nistrului se află în Ucraina.
În limitele Republicii Moldova, râul poate fi divizat în următoarele sectoare: de la Naslavcea (cea mai nordică localitate din Republica Moldova) până la Purcari, unde hotarul Republicii Moldova se întâlnește din nou cu al Ucrainei. În sectorul de mijloc, trece prin văi înguste și adânci, cu lățimea de 1,5–3 km și versanți puternic înclinați. Valea are, predominant, forma unui canion, fiind sculptată în roci dure (calcar, gresie, granit). Lățimea luncii variază de la câteva zeci de metri până la 1 km. În aval de la orașul Camenca, lunca este inundată de apele lacului de acumulare Dubăsari. Un rol deosebit în formarea albiei îl are ieșirea la zi a rocilor dure, care contribuie la formarea unor repezișuri și praguri, cele mai cunoscute fiind Cosăuți (raionul Soroca), unde în albie apar roci cristaline. Afluenții principali sunt cei de stânga (Camenca), și Răutul, afluent pe dreapta.
În cursul inferior valea râului se lărgește, atingând 16–22 km la vărsarea în liman. Versanții văii sunt asimetrici: cel drept este, în mare parte, puternic înclinat și înalt de 100–150 m, iar cel stâng mai domol, cu înălțimea de 30–70 m. Afluenții râului îi influențează regimul doar în perioada primăverii, când are loc topirea zăpezilor.

### Afluenți principali
Dreapta: Bistrița, Strîi, Svicia, Sivka, Limnîția, Lukva, Răut, Ichel, Bîc, Botna.
Stânga: Strighivor, Vereșciția, Hnîla Lîpa, Zolota Lîpa, Strîpa, Siret, Nicilava, Dzvina, Zbruci, Jvancik, Smotrîci, Ușîția, Liadva, Iagorlâc, Cuciurgan.

### Localități de pe Nistru
Principalele orașe străbătute sunt: Halîci, Hotin, Moghilău, Camenița, Otaci, Soroca, Camenca, Rîbnița, Rezina, Dubăsari, Criuleni, Grigoriopol, Tighina, Tiraspol și Slobozia.

### Hidrocentrale
- Hidrocentrala de la Novodnistrovsk (regiunea Cernăuți, Ucraina)
- Hidrocentrala reversibilă de pe Nistru (lângâ satul Respopini, regiunea Cernăuți, Ucraina)
- Hidrocentrala de la Nahoreanî (regiunea Vinnîțea, Ucraina, vizavi de s. Naslavcea, r. Ocnița, Republica Moldova)
- Hidrocentrala de la Dubăsari (Republica Moldova)

## Faună

### Fauna ihtiologică
În râul Nistru, în sectorul de mijloc (de la barajul lacului de acumulare Novodnistrovsk până la barajul lacului de acumulare Dubăsari) și sectorul de jos (de la barajul lacului de acumulare Dubăsari până la mare), au fost identificate circa 140 de specii de pești:
| - Abramis brama (Linnaeus, 1758) = Platică, Plătică europeană - Acipenser gueldenstaedtii (Brandt & Ratzeburg, 1833) = Nisetru rusesc - Acipenser nudiventris (Lovetsky, 1828) = Viză - Acipenser ruthenus (Linnaeus, 1758) = Cegă - Acipenser stellatus (Pallas, 1771) = Păstrugă - Alburnoides bipunctatus (Bloch, 1782) = Beldiță, Beldiță comună - Alburnus alburnus (Linnaeus, 1758) = Obleț, Obleț comun - Alburnus sarmaticus (Freyhof & Kottelat, 2007) = Obleț mare - Alosa immaculata (Bennett, 1835) = Scrumbie de Dunăre, Scrumbie - Alosa maeotica (Grimm, 1901) = Scrumbie mică de mare - Alosa tanaica (Grimm, 1901) = Rezeafcă de Dunăre, Rizeafcă ponto-azovă, Rizeafcă - Anguilla anguilla (Linnaeus, 1758) = Anghilă europeană - Aphia minuta (Risso, 1810) = Guvid de sticlă - Atherina boyeri (Risso, 1810) = Aterină mică, Aterină mică pontică, Aterină - Babka gymnotrachelus (Kessler, 1857) = Mocănaș - Ballerus ballerus (Linnaeus, 1758) = Cosac - Ballerus sapa (Pallas, 1814) = Cosac cu bot turtit, Ocheană comună - Barbatula barbatula (Linnaeus, 1758) = Grindel - Barbus barbus (Linnaeus, 1758) = Mreană comună, Mreană - Barbus borysthenicus (Dybowski, 1862) = Mreană de Nipru - Barbus petenyi (Heckel, 1852) = Mreană pătată - Belone belone (Linnaeus, 1761) = Zărgan pontic - Benthophiloides brauneri (Beling & Iljin, 1927) = Guvidaș de Dunăre - Benthophilus durrelli (Boldyrev & Bogutskaya, 2004) = Umflătură de Don - Benthophilus nudus (Berg, 1898) = Umflătură golașă pontică, Umflătură - Benthophilus stellatus (Sauvage, 1874) = Umflătură - Blicca bjoerkna (Linnaeus, 1758) = Batcă comună, Batcă - Carassius auratus (Linnaeus, 1758) = Caras roșu, Caras auriu, Caras argintiu - Carassius carassius (Linnaeus, 1758) = Caracudă - Carassius gibelio (Bloch, 1782) = Caras argintiu - Caspiosoma caspium (Kessler, 1877) = Caspiosoma - Chondrostoma nasus (Linnaeus, 1758) = Scobar comun, Scobar de Nipru, Scobar - Clupeonella cultriventris (Nordmann, 1840) = Gingirică pontică, Gingirică - Cobitis elongatoides (Băcescu & Mayer, 1969) = Zvârlugă de Dunăre - Cobitis rossomeridionalis (Vasiljeva & Vasiljev, 1998) = Zvârlugă sudică - Cobitis taenia (Linnaeus, 1758) = Zvârlugă comună, Zvârlugă - Cobitis tanaitica (Băcescu & Mayer, 1969) = Zvârlugă de Azov - Cottus gobio (Linnaeus, 1758) = Zglăvoacă comună, Zglăvoaca - Cottus microstomus (Heckel, 1837) = Zglăvoacă baltică - Cottus poecilopus (Heckel, 1837) = Zglăvoacă răsăriteană - Ctenopharyngodon idella (Valenciennes, 1844) = Cosaș - Cyprinus carpio (Linnaeus, 1758) = Crap european, Crap - Dicentrarchus labrax (Linnaeus, 1758) = Lup de mare, Lavrac - Diplodus annularis (Linnaeus, 1758) = Sparos - Engraulis encrasicolus (Linnaeus, 1758) = Hamsie pontică - Esox lucius (Linnaeus, 1758) = Știucă - Eudontomyzon mariae (Berg, 1931) = Chișcar ucrainean - Gasterosteus aculeatus (Linnaeus, 1758) = Ghidrin european, Ghidrin - Gobio carpathicus (Vladykov, 1925) = Porcușor carpatic - Gobio gobio (Linnaeus, 1758) = Porcușor comun, Porcușor - Gobio sarmaticus (Berg, 1949) = Porcușor sarmatic, Porcușor de Nistru - Gobius niger (Linnaeus, 1758) = Guvid negru - Gymnocephalus acerina (Gmelin, 1789) = Zboriș - Gymnocephalus baloni (Holcík & Hensel, 1974) = Ghiborț lat - Gymnocephalus cernua (Linnaeus, 1758) = Ghiborț comun, Ghiborț - Huso huso (Linnaeus, 1758) = Morun pontic, Morun - Hypophthalmichthys molitrix (Valenciennes, 1844) = Sânger - Hypophthalmichthys nobilis (Richardson, 1845) = Novac - Ictalurus punctatus (Rafinesque, 1818) = Somn american, Somn de canal - Ictiobus bubalus (Rafinesque, 1818) = Bufalo cu gura mică - Ictiobus cyprinellus (Valenciennes, 1844) = Bufalo cu gura mare - Knipowitschia caucasica (Berg, 1916) = Cnipovicia caucazică - Knipowitschia longecaudata (Kessler, 1877) = Cnipovicia cu coadă lungă, Guvid de Knipovici - Lepomis gibbosus (Linnaeus, 1758) = Biban-soare, Sorete - Leucaspius delineatus (Heckel, 1843) = Fufă - Leuciscus aspius (Linnaeus, 1758) = Avat - Leuciscus idus (Linnaeus, 1758) = Văduviță - Leuciscus leuciscus (Linnaeus, 1758) = Clean mic | - Liza aurata (Risso, 1810) = Singhil - Liza haematocheila (Temminck & Schlegel, 1845) = Pelingas - Liza saliens (Risso, 1810) = Ostreinos - Lota lota (Linnaeus, 1758) = Mihalț - Mesogobius batrachocephalus (Pallas, 1814) = Hanos - Misgurnus fossilis (Linnaeus, 1758) = Țipar - Mugil cephalus (Linnaeus, 1758) = Laban - Mylopharyngodon piceus (Richardson, 1846) = Scoicar - Neogobius fluviatilis (Pallas, 1814) = Ciobănaș - Neogobius melanostomus (Pallas, 1814) = Stronghil, Babcă neagră - Nerophis ophidion (Linnaeus, 1758) = Ață de mare - Oncorhynchus mykiss (Walbaum, 1792) = Păstrăv-curcubeu - Parablennius sanguinolentus (Pallas, 1814) = Cățel de mare roșu, Corosbină - Parablennius tentacularis (Brünnich, 1768) = Cocoșel de mare tentaculat - Pegusa lascaris (Risso, 1810) = Limbă de mare - Pelecus cultratus (Linnaeus, 1758) = Sabiță - Perca fluviatilis (Linnaeus, 1758) = Biban comun, Biban - Percarina demidoffii (Nordmann, 1840) = Percarină pontică - Perccottus glenii (Dybowski, 1877) = Rotan, Moș de Amur - Petroleuciscus borysthenicus (Kessler, 1859) = Bobâreț, Cernușcă - Phoxinus phoxinus (Linnaeus, 1758) = Boiștean comun - Platichthys flesus (Linnaeus, 1758) = Cambulă de liman - Pomatomus saltatrix (Linnaeus, 1766) = Lufar - Pomatoschistus marmoratus (Risso, 1810) = Guvidaș de nisip marmorat - Pomatoschistus minutus (Pallas, 1770) = Guvidaș de mâl - Ponticola cephalargoides (Pinchuk, 1976) = Guvid pontic cu cap mare - Ponticola eurycephalus (Kessler, 1874) = Guvid de mare, Guvid cu cap mare - Ponticola kessleri (Günther, 1861) = Guvid de baltă - Ponticola ratan (Nordmann, 1840) = Guvid-ratan - Ponticola syrman (Nordmann, 1840) = Guvid-sirman - Proterorhinus marmoratus (Pallas, 1814) = Moacă de brădiș estică, Moacă de brădiș, Guvid de baltă - Proterorhinus semilunaris (Heckel, 1837) = Moacă de brădiș vestică - Pseudorasbora parva (Temminck & Schlegel, 1846) = Murgoi bălțat chinezesc, Murgoi bălțat - Pungitius platygaster (Kessler, 1859) = Osar sudic, Osar - Rhodeus amarus (Bloch, 1782) = Boarță europeană, Boarță - Romanogobio belingi (Slastenenko, 1934) = Porcușor de râu, Porcușor de șes - Romanogobio kesslerii (Dybowski, 1862) = Porcușor de nisip - Rutilus frisii (Nordmann, 1840) = Ocheană mare, Babușcă pontică, Virezub - Rutilus heckelii (Nordmann, 1840) = Tarancă, Ocheană - Rutilus rutilus (Linnaeus, 1758) = Babușcă comună, Babușcă - Sabanejewia balcanica (Karaman, 1922) = Câră balcanică - Sabanejewia baltica (Witkowski, 1994) = Câră baltică - Sabanejewia bulgarica (Drensky, 1928) = Câră bulgărească - Salmo labrax (Pallas, 1814) = Păstrăv de mare - Salmo trutta (Linnaeus, 1758) = Păstrăv de munte - Sander lucioperca (Linnaeus, 1758) = Șalău comun, Șalău - Sander marinus (Cuvier, 1828) = Șalău de mare - Sander volgensis (Gmelin, 1789) = Șalău vărgat - Scardinius erythrophthalmus (Linnaeus, 1758) = Roșioară - Scophthalmus maeoticus (Pallas, 1814) = Calcan pontic - Silurus glanis (Linnaeus, 1758) = Somn european, Somn - Spicara maena (Linnaeus, 1758) = Smarid mediteranean - Sprattus sprattus (Linnaeus, 1758) = Sardeluță pontică - Squalius cephalus (Linnaeus, 1758) = Clean european, Clean - Symphodus cinereus (Bonnaterre, 1788) = Lapină pestriță - Symphodus ocellatus (Linnaeus, 1758) = Lapină-steluță - Symphodus tinca (Linnaeus, 1758) = Lapină cu bot lung - Syngnathus abaster (Risso, 1827) = Undrea pontică, Ac de Mare - Syngnathus typhle (Linnaeus, 1758) = Ac de mare cu bot lung - Thymallus thymallus (Linnaeus, 1758) = Lipan - Tinca tinca (Linnaeus, 1758) = Lin - Trachurus mediterraneus (Steindachner, 1868) = Stavrid mic pontic - Umbra krameri (Walbaum, 1792) = Țiganuș - Umbrina cirrosa (Linnaeus, 1758) = Milacop - Vimba vimba (Linnaeus, 1758) = Morunaș comun, Morunaș - Zingel streber (Siebold, 1863) = Fusar - Zingel zingel (Linnaeus, 1766) = Pietrar - Zosterisessor ophiocephalus (Pallas, 1814) = Guvid de iarbă |

## Date istorice
Harta lui Claudius Ptolemeu (sec. II) indică prezența a 5 cetăți de-a lungul Nistrului – Eractum, Vivantavar, Clepidava, Maetonium și Caraduum.
Împăratul bizantin Constantin al VII-lea Porfirogenet la mijlocul secolului al X-lea, menționa că „pe  partea aceasta a râului Nistru (râu identificat și confirmat de istoricul Gheorghe Postică) se observă unele urme de biserici și cruci, săpate în gresie”. Textul complet: ..."Dincoace de fluviul Nipru, înspre partea Bulgariei, lângă malurile fluviului, există cetăți părăsite: prima este cetatea numită de pecenegi Aspron (=Albă), deoarece pietrele sale par albe; a doua cetate se numește Tungate, a treia Cracnacate, a patra Salmacate, a cincea Sacarate și a șasea Gieucate. În clădirile acestor cetăți vechi se găsesc urme de biserici, cruci tăiate și piatră poroasă; de aceea unii cred că romanii au avut cândva locuințe în locurile acelea.”
Varegii făceau dese incursiuni spre Constantinopol, de comerț sau de pradă, folosind bărci construite dintr-un trunchi de copac și foloseau cursurile râurilor Nistru și Nipru. Constantin Porfirogenetul a menționat că de la gura de vărsare a acestor râuri, varegii navigau numai pe lângă malul mării, făcînd escale la Aspron (Cetatea Albă) apoi la Sulina, fiind urmăriți îndeaprope de pecenegi. La fiecare escală, varegii debarcau și se păzeau de atacurile pecenegilor. După Sulina mai făceau escale la Conopa (lângă lacul Razelm lângă deltă), Constanța și Varna De aici rezultă că drumul de la varegi la greci avea escale pe lângă Nistru și în Dobrogea actuală.
Pe o piatră comemorativă de pe insula Gotland, din localitatea Sjonhem, din secolul al XI-lea,  se pomenește că varegul Rodfos, probabil o căpetenie vikingă, a fost omorât de ”blakumen în timpul călătoriei în străinătate” (blakumen este numele dat vlahilor/românilor de către varegi). Cel mai probabil evenimentul a avut loc la răsărit de Carpați pe drumul de-a lungul Nistrului de la varegi la greci
Monede arabe apărute în urma comerțului varegilor cu lumea arabă  au fost descoperite lângă Nistru la Alcedar (2 monede), Echimăuți (19 dirhemi arabi din argint) dar și lângă Prut la Răducăneni (7 dirhemi arabi) și Bosia (ambele jud. Iași) 

## Mențiuni literare

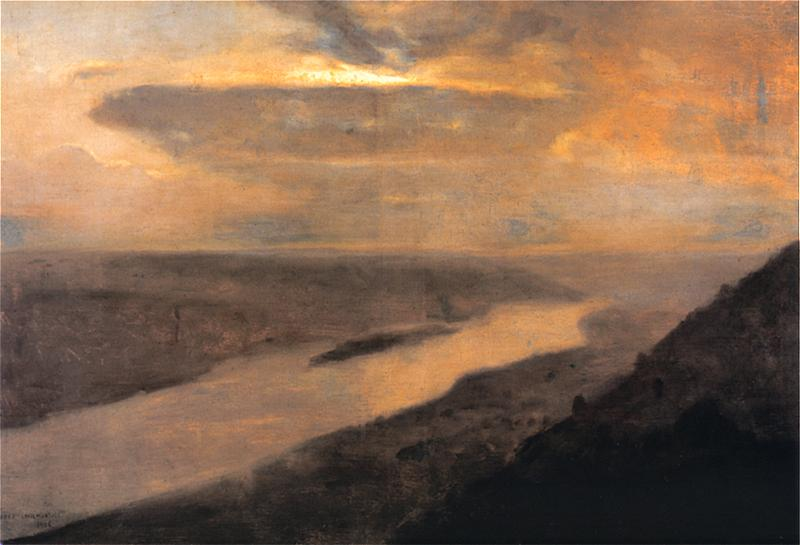
„Nistrul în noapte” (1906), pictură din Muzeul poporului din Cracovia.

Nistrul apare în mai multe scrieri literare. Urmăriți îndeaproape de o iscoadă domnească, fugarii lui Nicoară Potcoavă se îndreaptă, în romanul Șoimii (1904), spre Nistru, dorind să treacă în Polonia. Ei poposesc într-o noapte la hanul armeanului Ariton din apropierea graniței, dar hangiul anunță iscoada. Deoarece apele râului erau umflate în urma ploilor, grupul lui Nicoară Potcoavă este nevoit să dea o luptă crâncenă cu oștenii lui Petru Șchiopul în bălțile de pe malul Nistrului, iar Ștefan al Mariei și Gheorghe Stângaciu sunt uciși, fiind înmormântați în pământul strămoșesc, „în cântecul bătrânului Nistru”. Scriitorul descrie astfel acest râu: „prin pâcle, apele zgomotoase ale Nistrului sclipeau ca oțelul în luminile triste ale zorilor (...) Apele erau umflate, tulburi, și veneau pline de găteje, de trestii, de mănunchiuri de iarbă. De la malul celălalt veneau vâjâiri de unde: acolo era cumpănă, acolo apele mușcau malul gemând și acolo se căscau vârtejurile adânci. (...) Nistrul vâjâia în albia-i neguroasă; pâclele se risipeau, răsăritul se înflăcăra.”
În romanul Nicoară Potcoavă (1952) al lui Mihail Sadoveanu, grupul lui Nicoară Potcoavă traversează Nistrul, în vara anului 1576, pe un pod umblător pe la vadul Lipșei, trecînd înspre Movilău. Scriitorul descrie astfel acest râu: „Au coborât în valea Nistrului la colibele de nuiele și lut, acoperite cu șovar, ale pescarilor. Năvoadele și oriile erau întinse în vânt, de pari strâmbi de salcie, ca să se usuce. Ciobăcile și luntrile erau pironite la țărmul cu apă lină. Dincolo se vedeau scruntare între sălcii bătrâne ș-un drumeag ce suia din râpa râului la malul înalt. Luciul lin trecea ca o oglindă întinsă răsfrângând nouri de scamă din înălțime.”

## Galerie de imagini

### În Ucraina

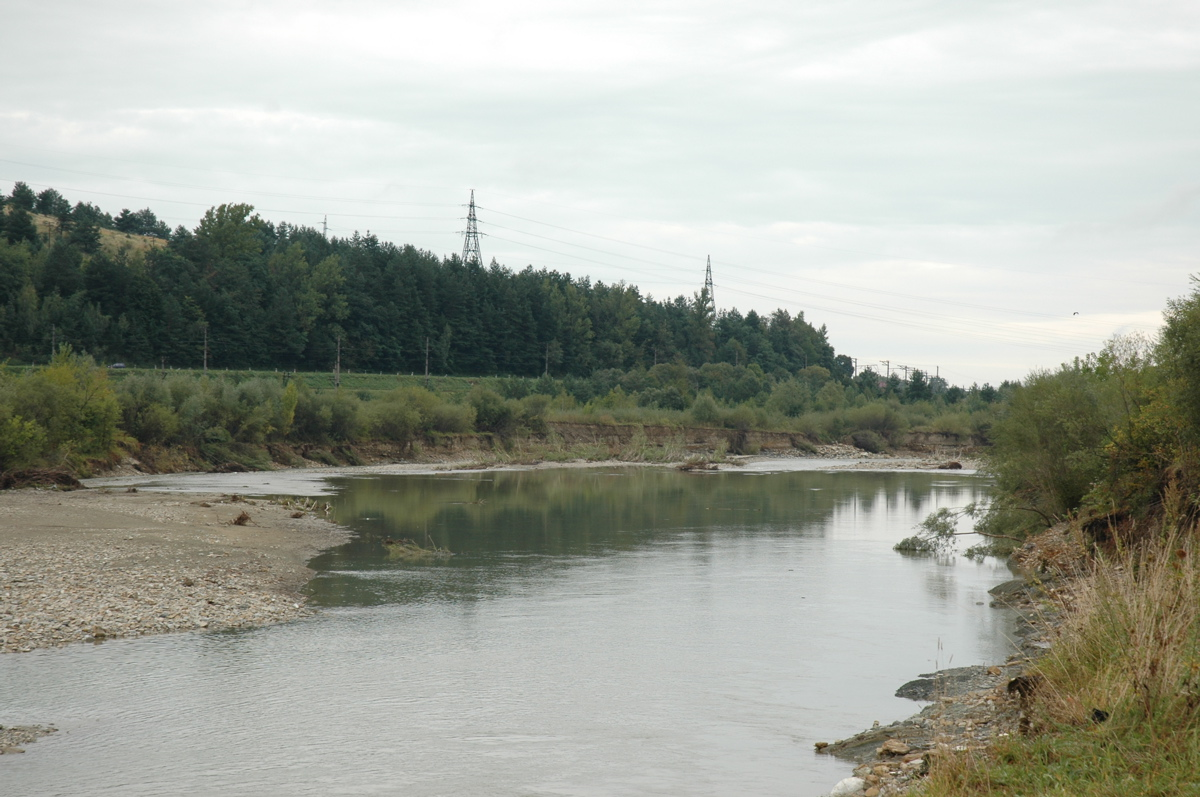
Cursul superior, lângă Starîi Sambir, regiunea Liov.
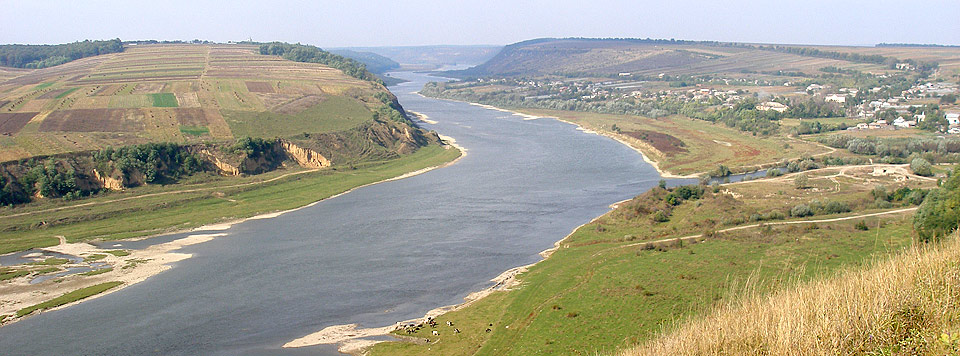
Nistrul, la confluența cu afluentul Siret.
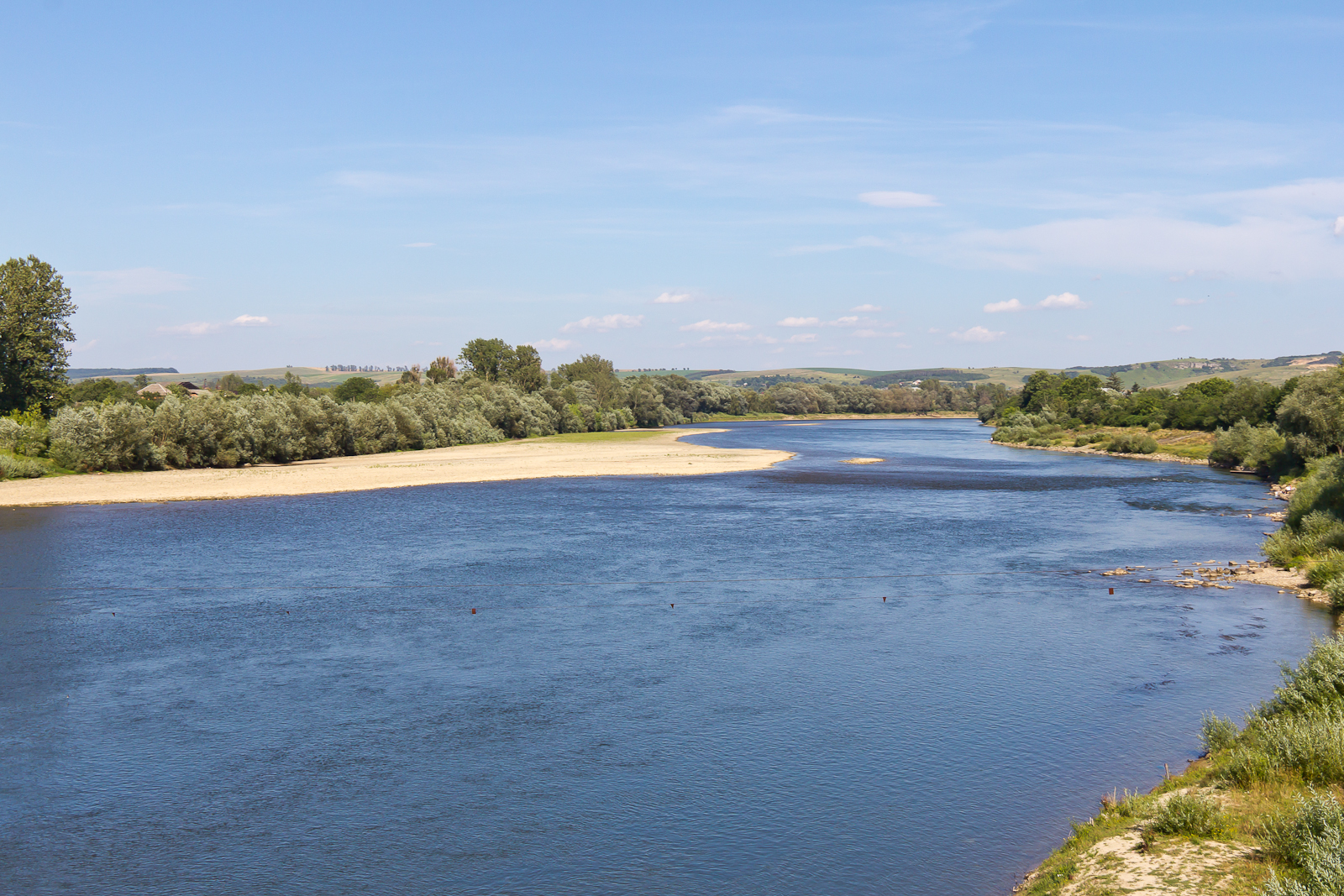
Râul, la Halîci.
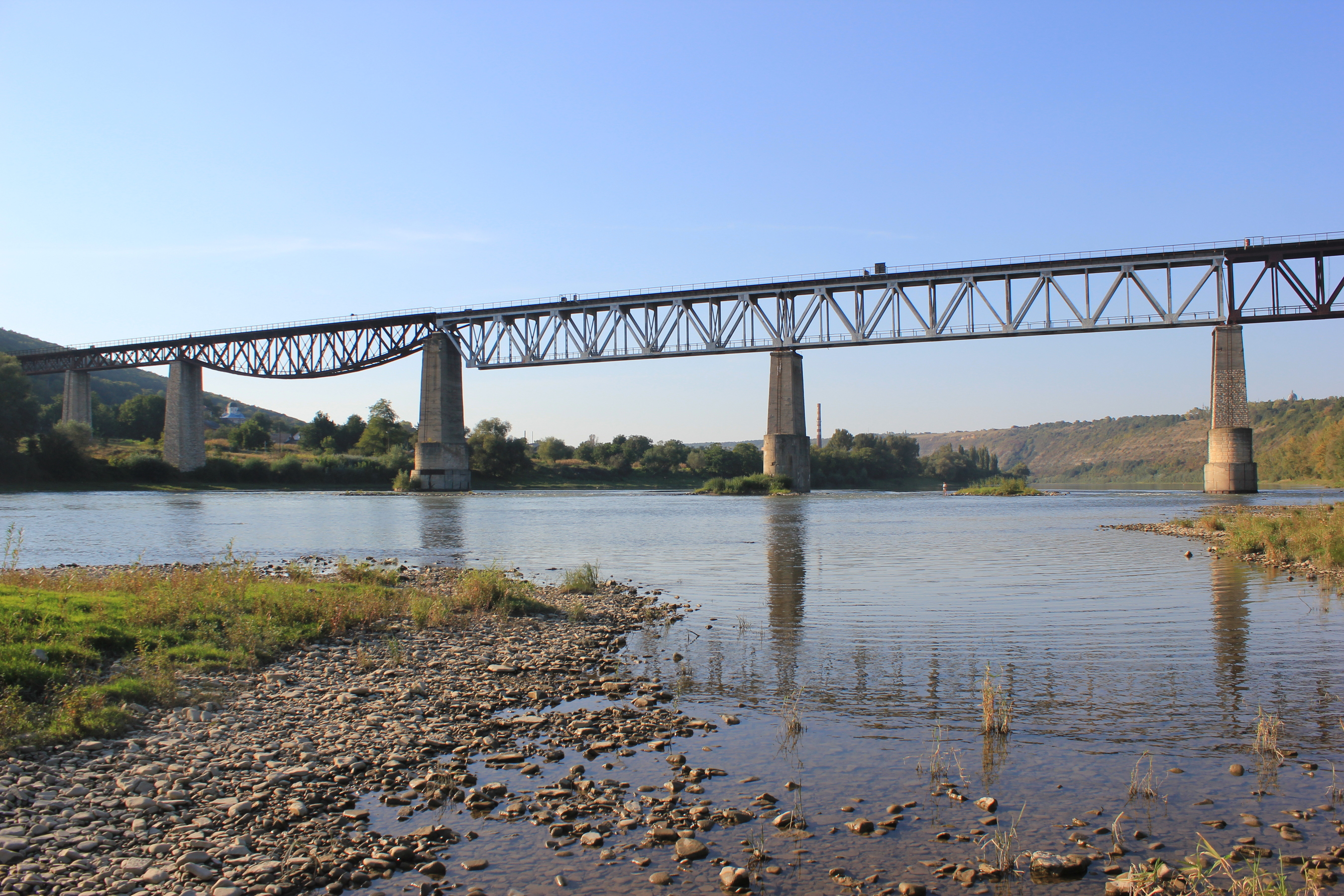
Pod feroviar peste Nistru, la Zalișciîkî.
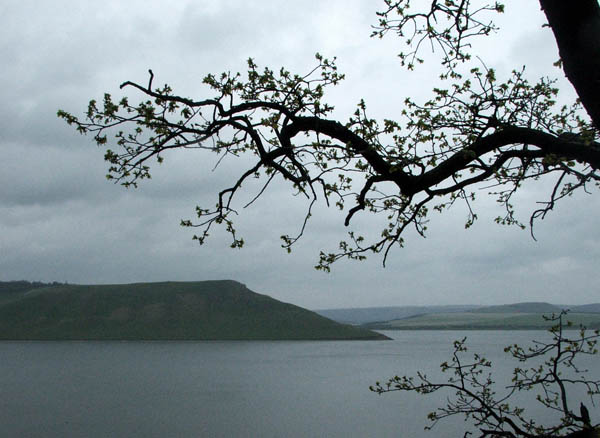
Nistrul, în apropierea orașului Camenița.
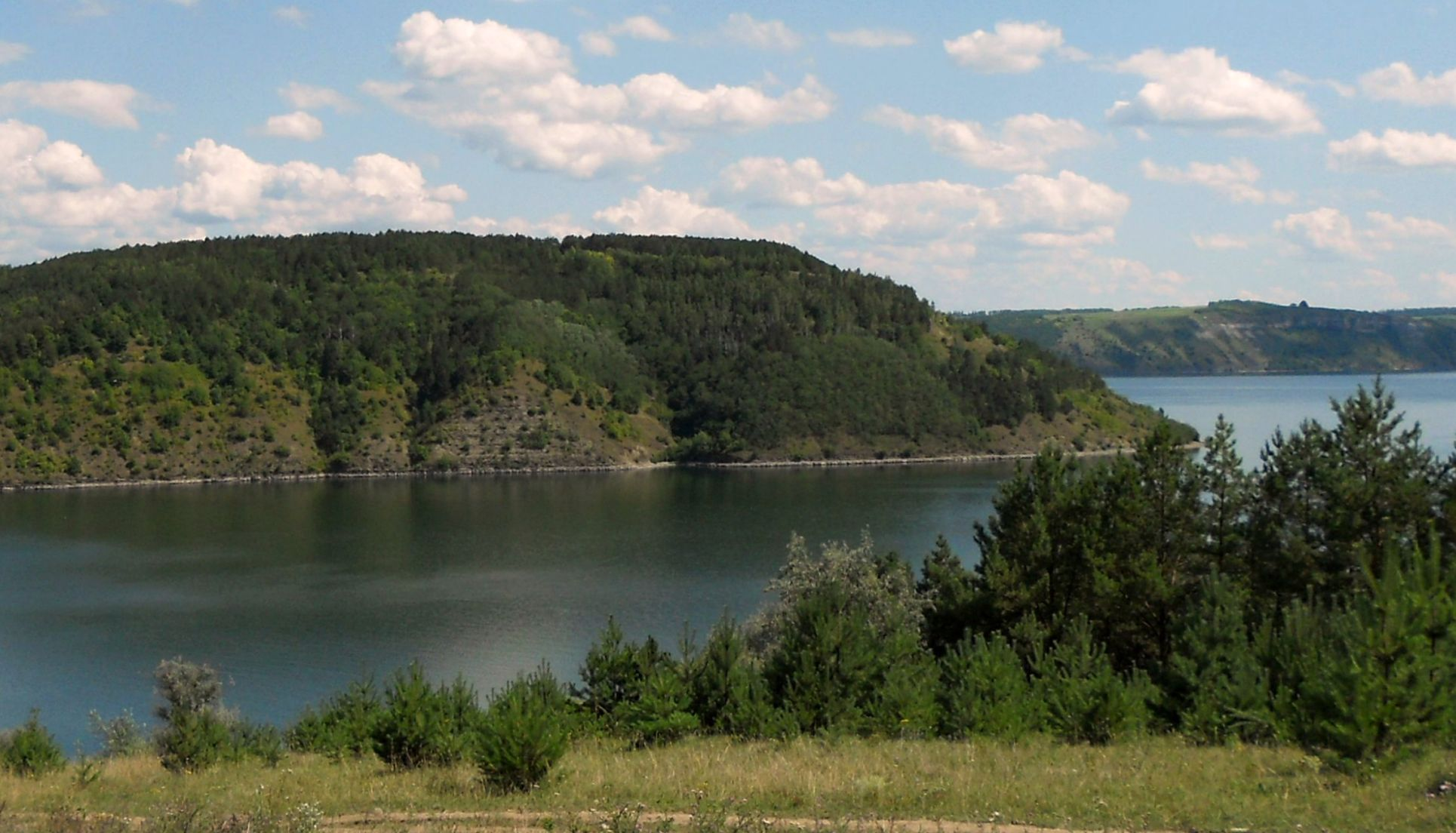
Lacul de acumulare Novodnistrovsk.
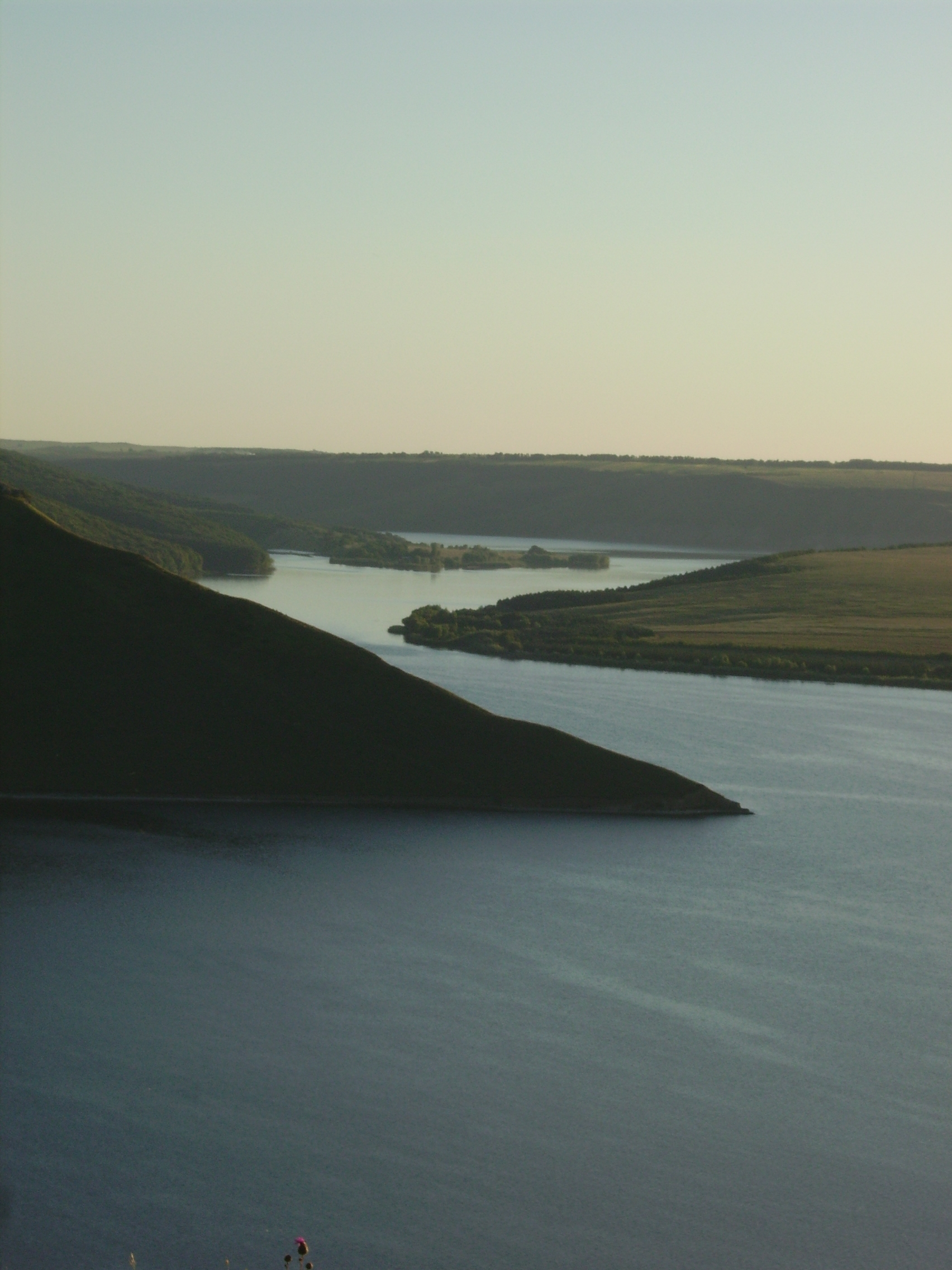
Nistrul, lângă satul inundat "Bakota".
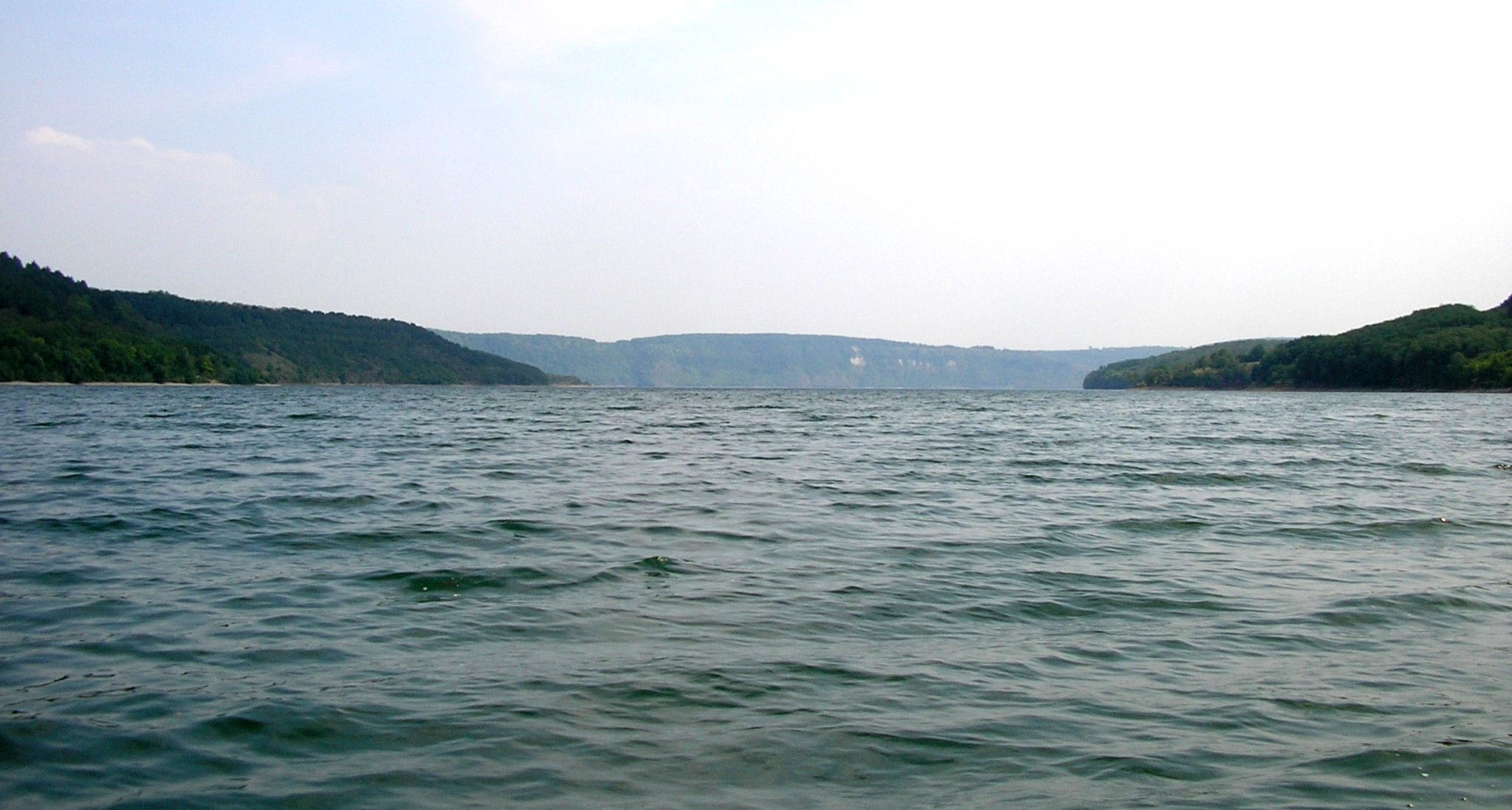
Lacul de acumulare.
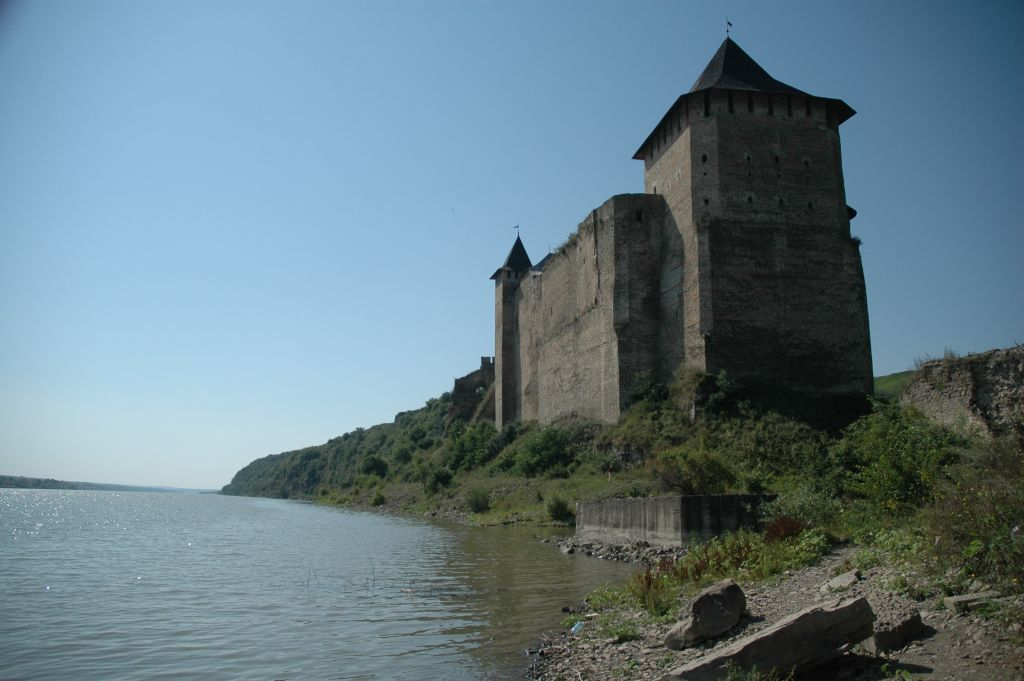
Nistrul, la poalele cetății Hotin.
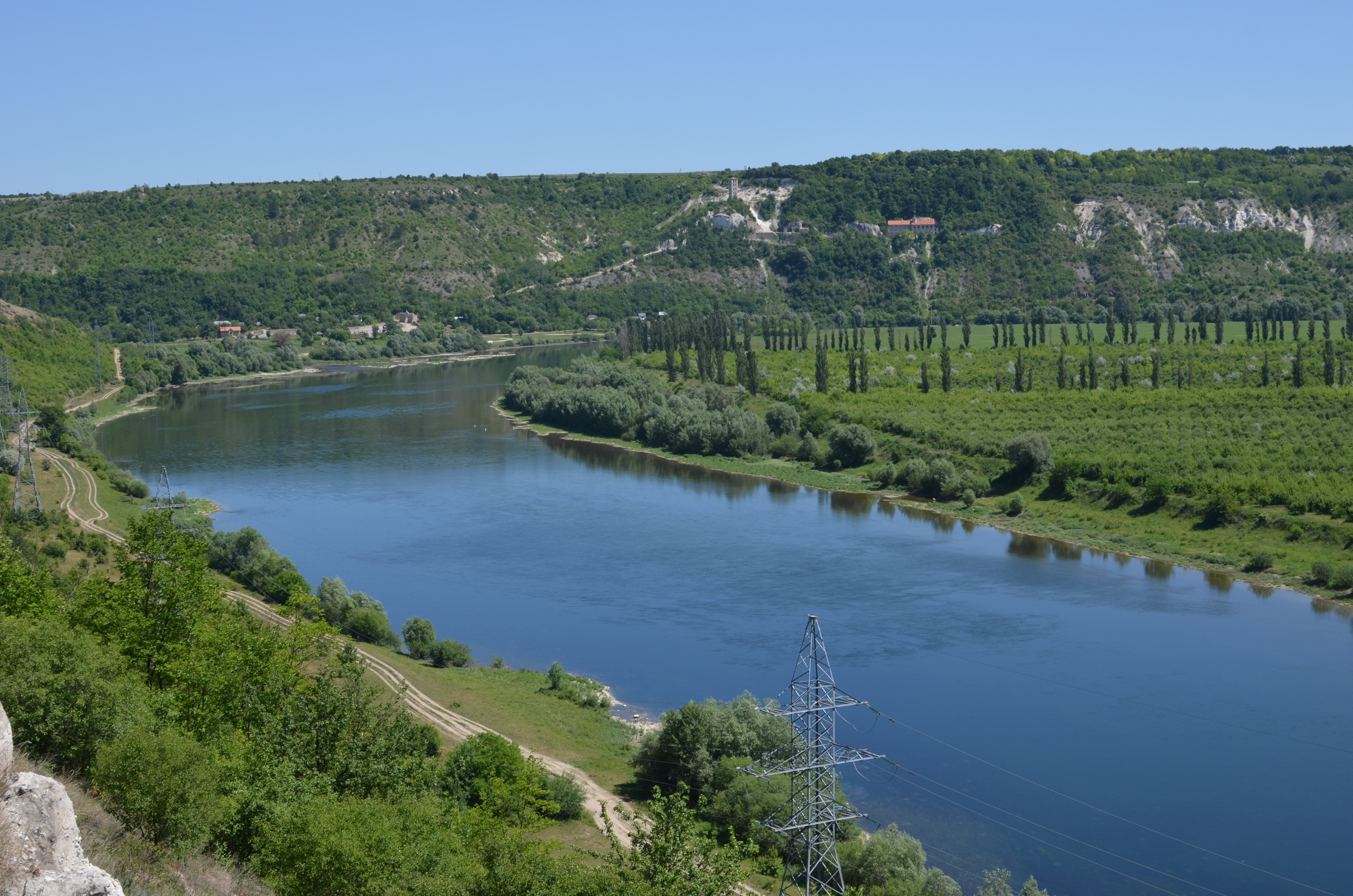
Râul, lângă mănăstirea Liadova.
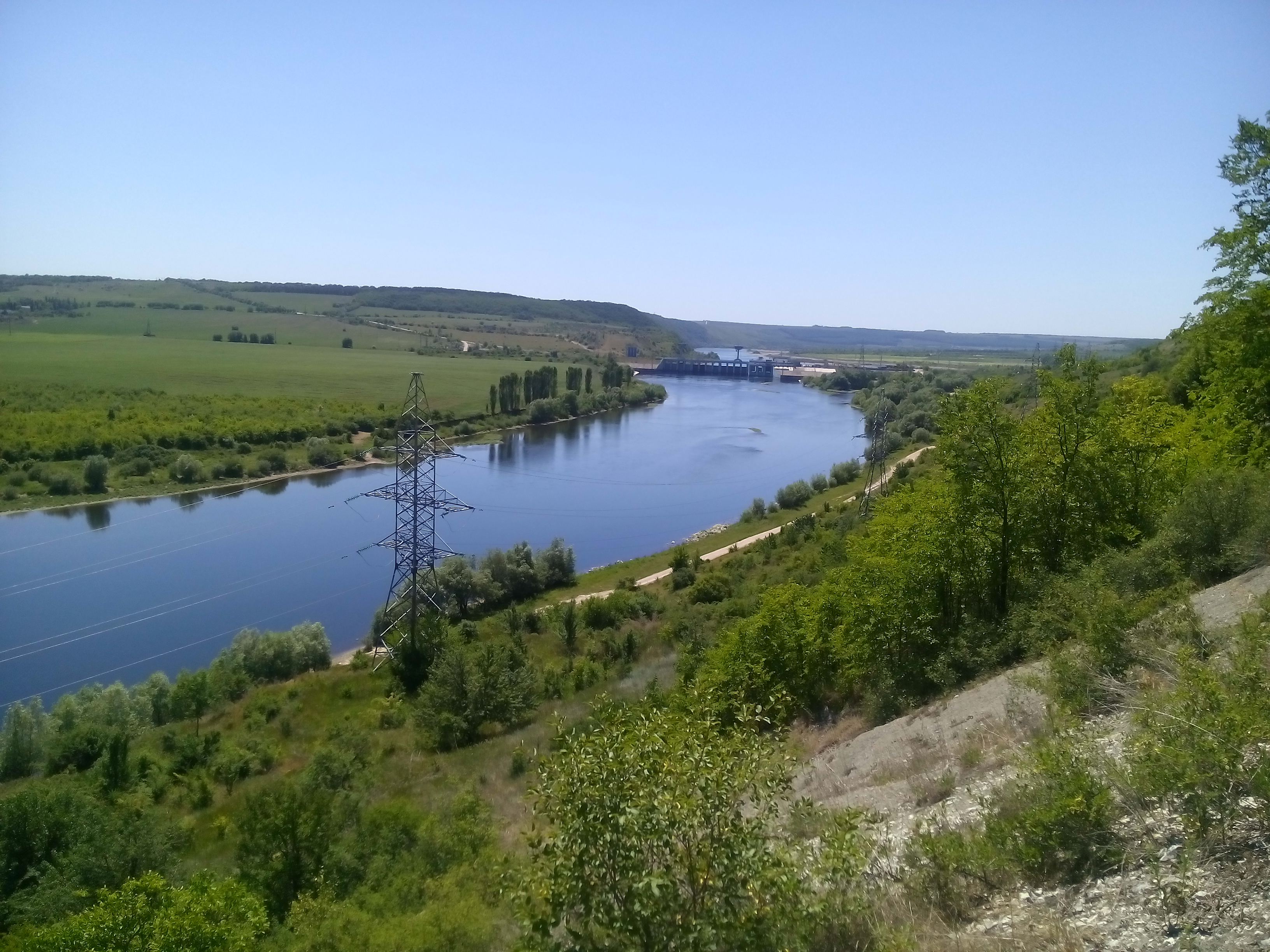
Nistrul, la Nahoreanî.
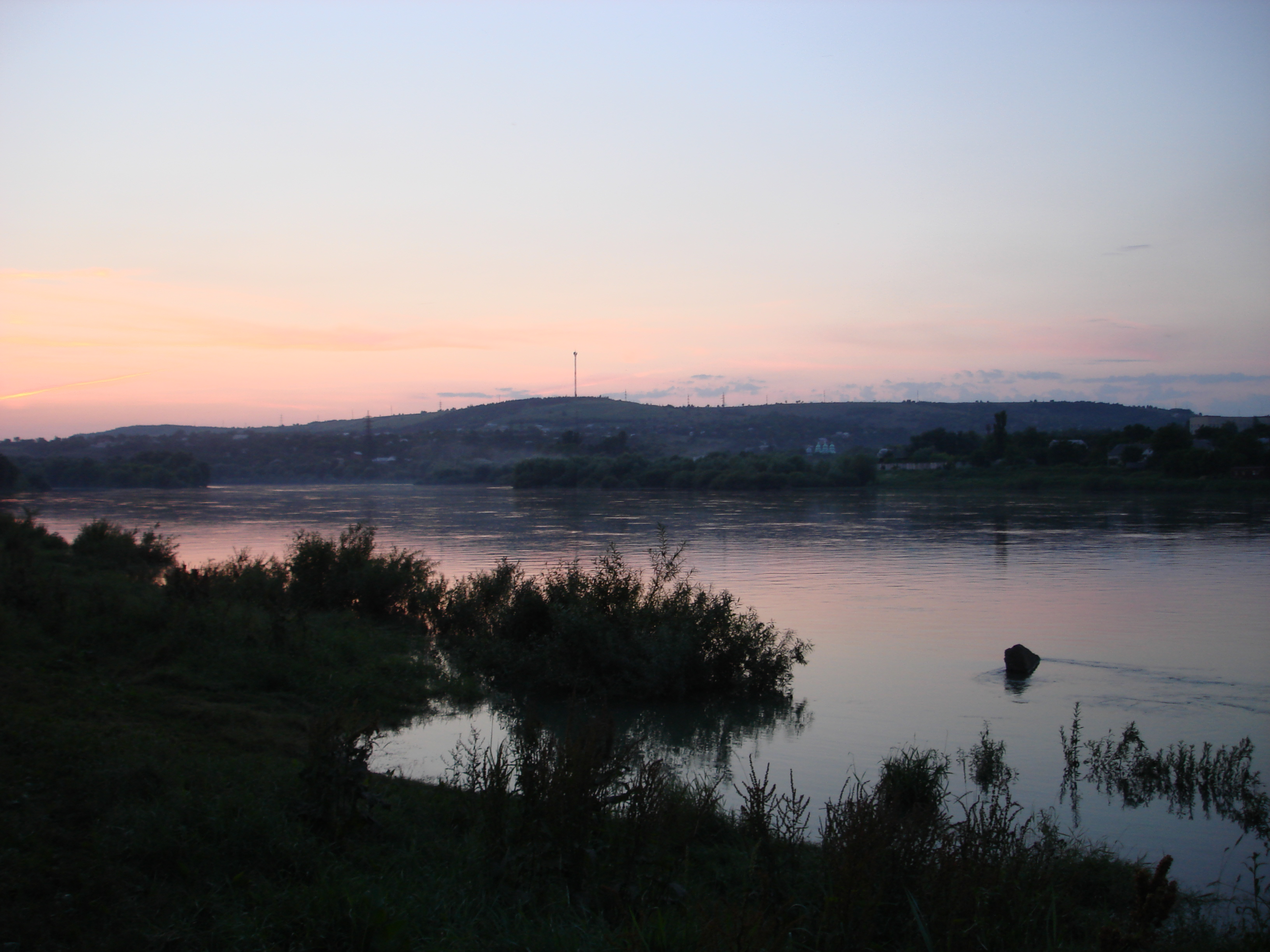
Nistrul, la Moghilău.
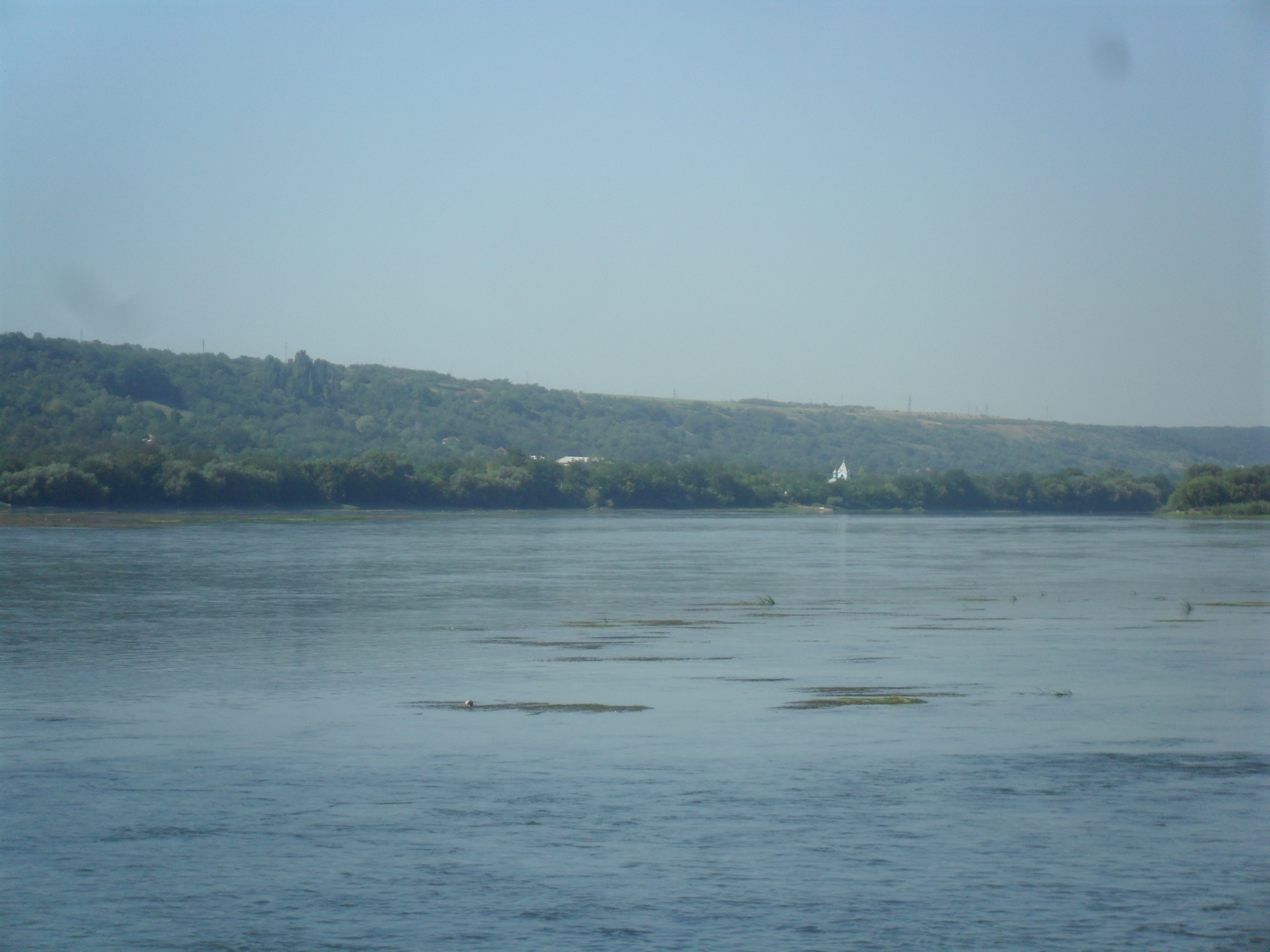
Râul, la Iampol.
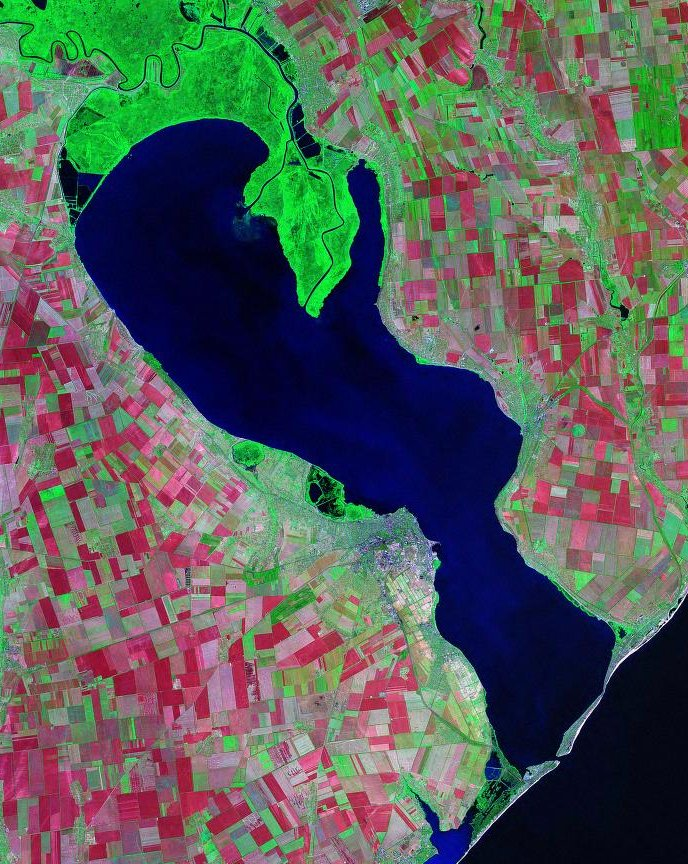
Limanul Nistrului, văzut din satelit.

### În Republica Moldova

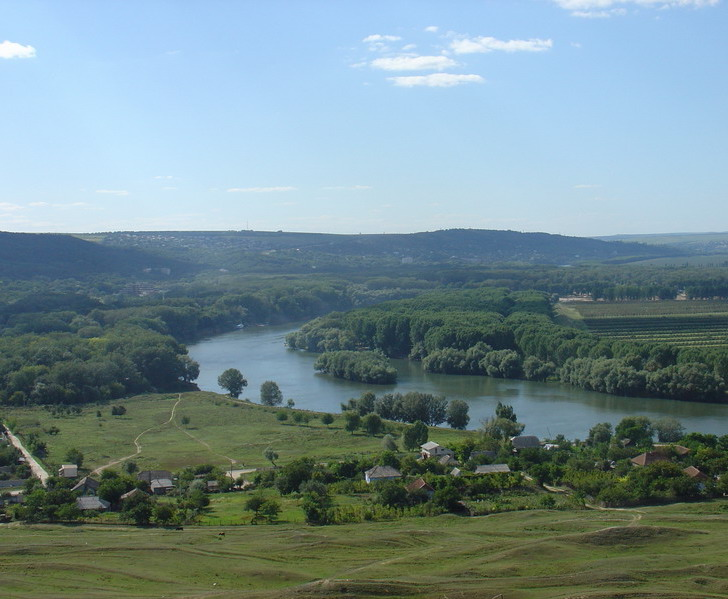
Nistrul, în nordul Republicii Moldova
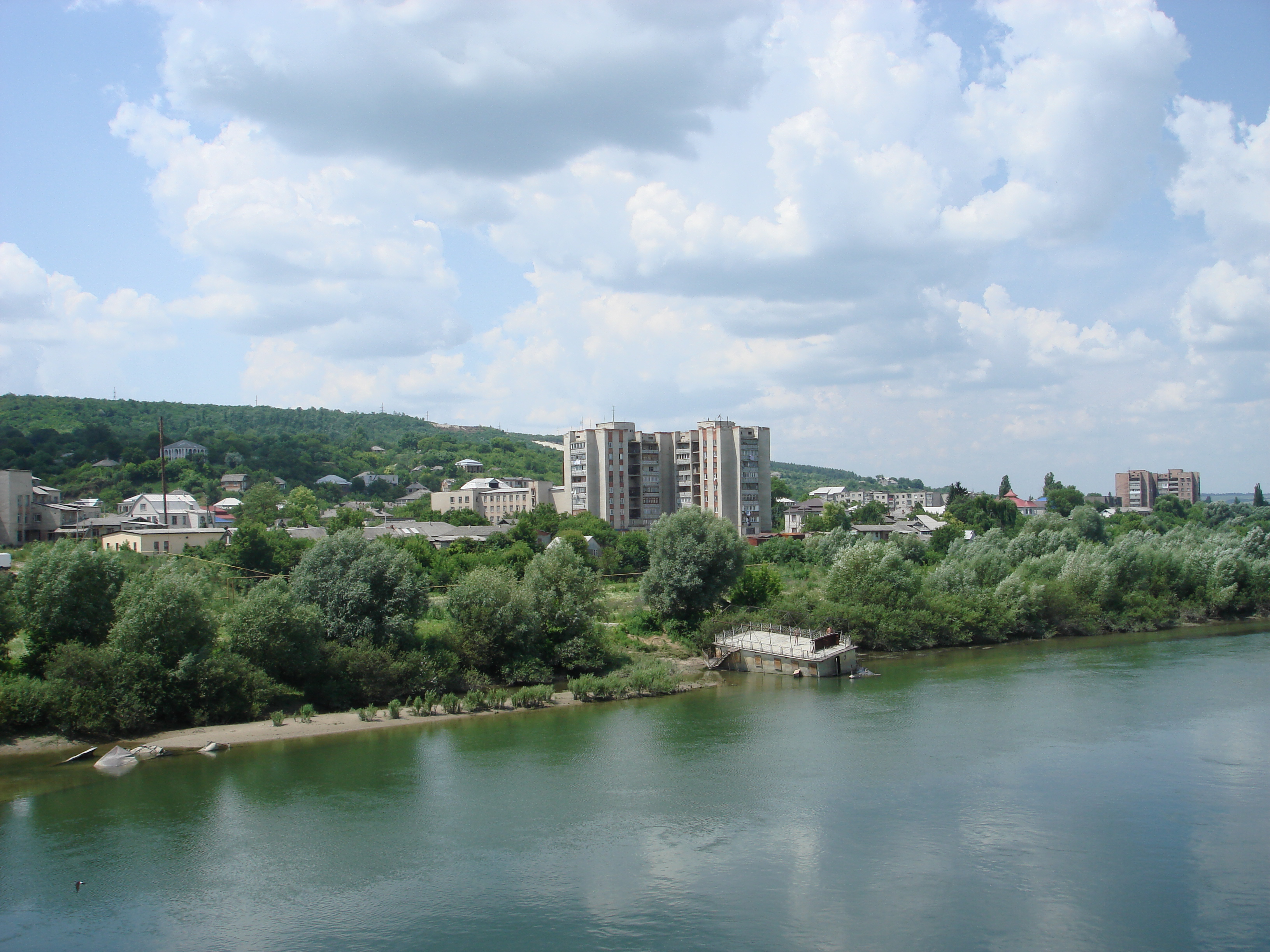
Râul, la Otaci
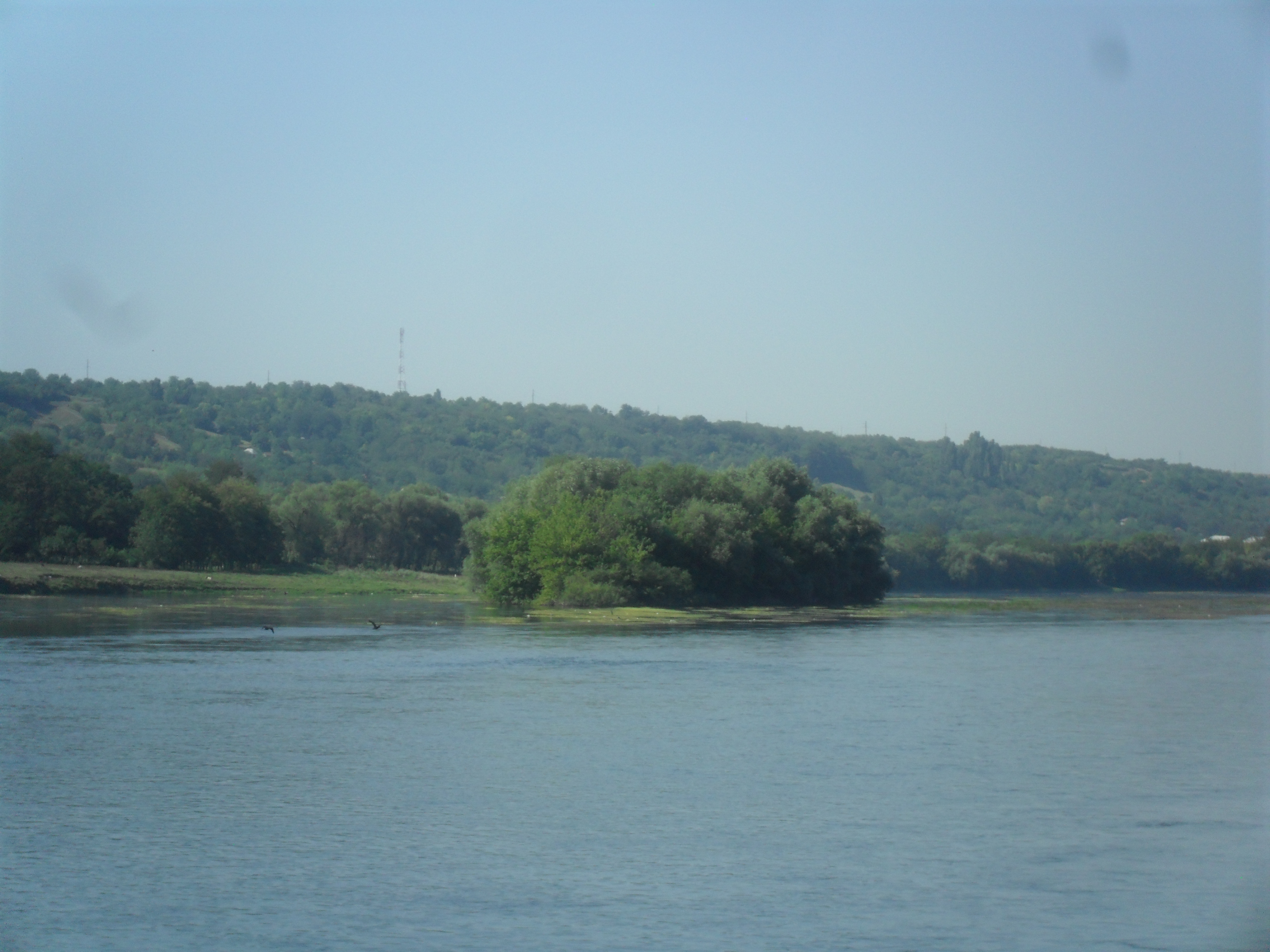
Nistrul, la Cosăuți
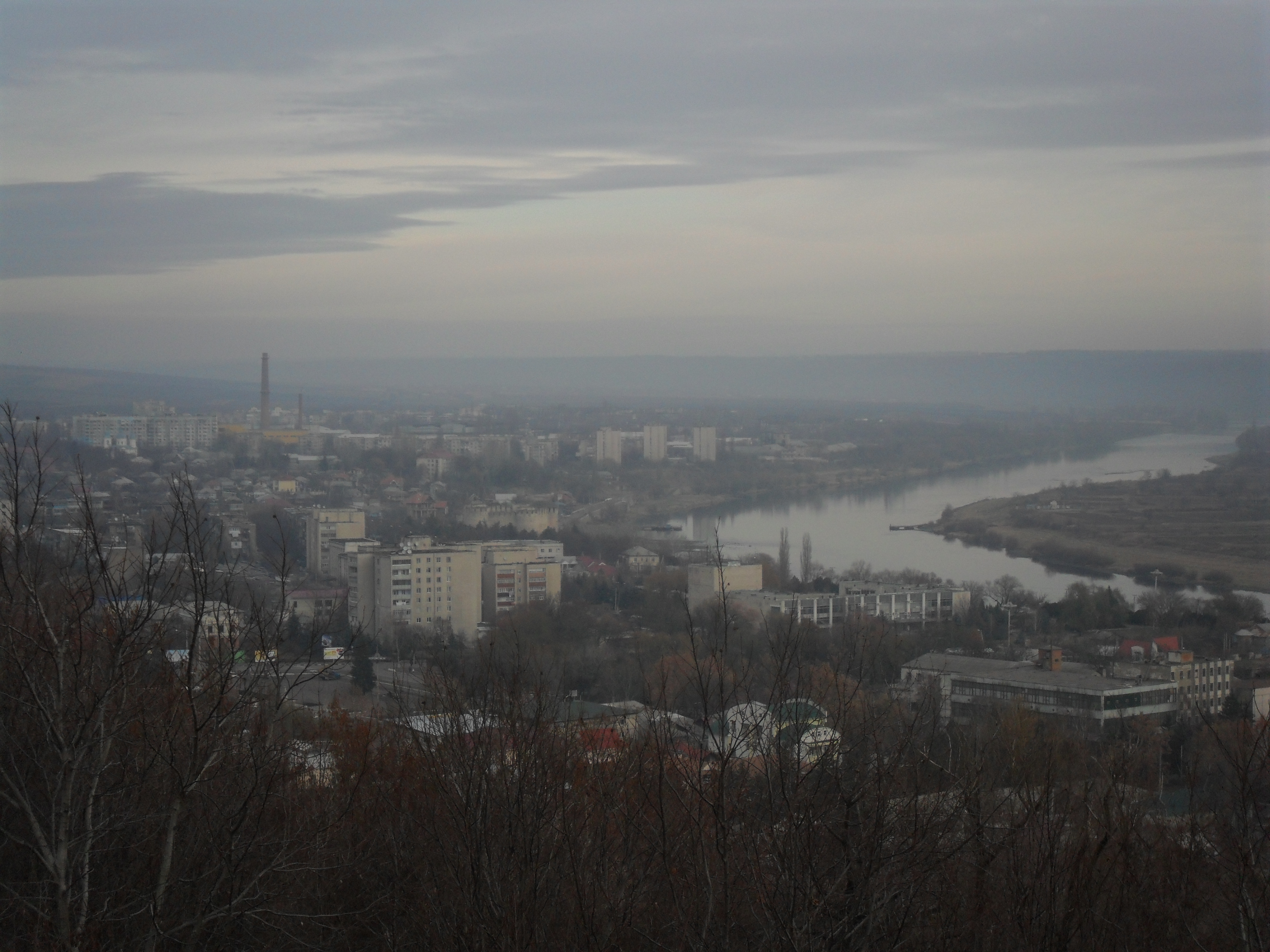
Nistrul, prin Soroca
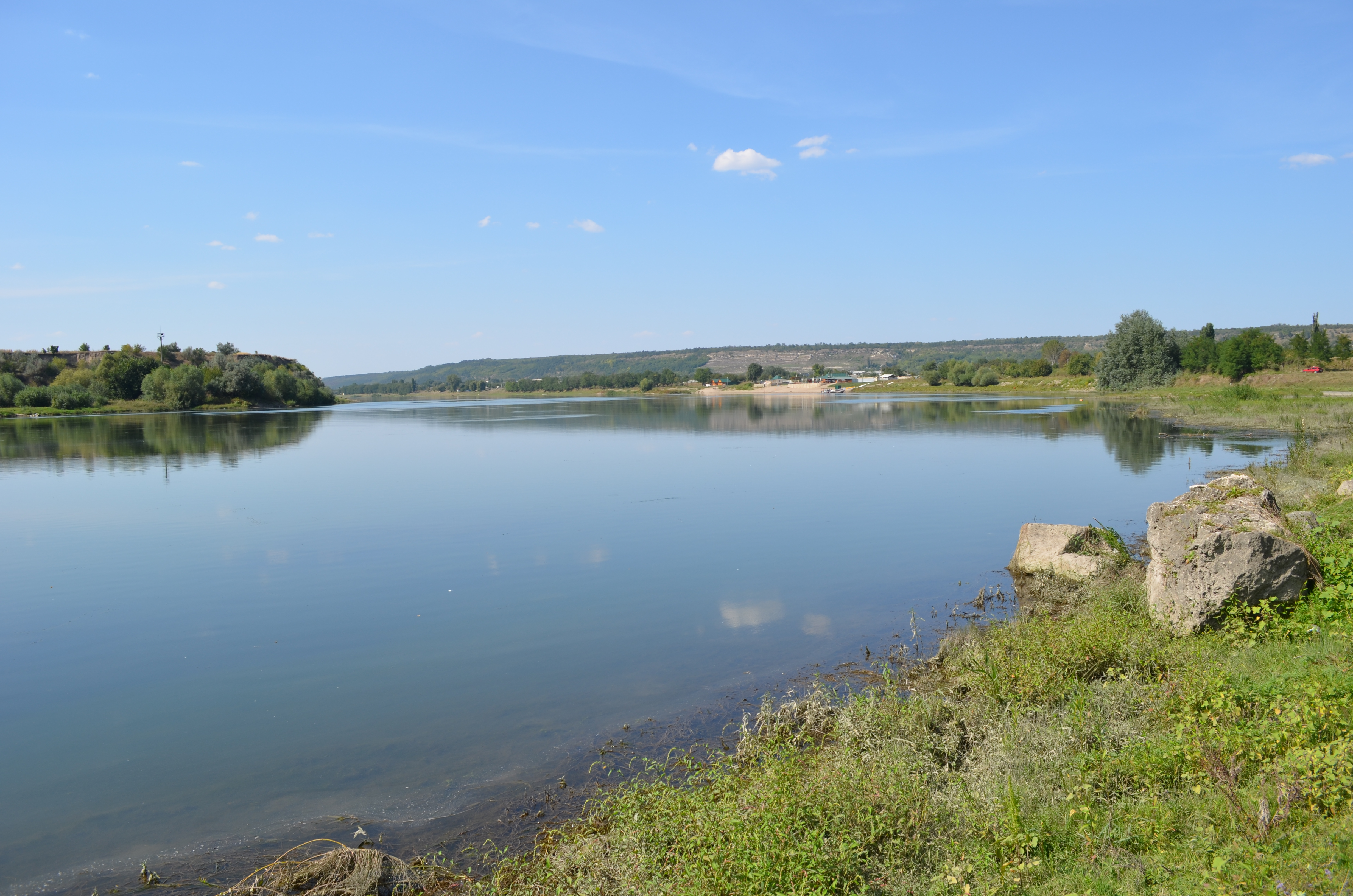
Râul, la Camenca
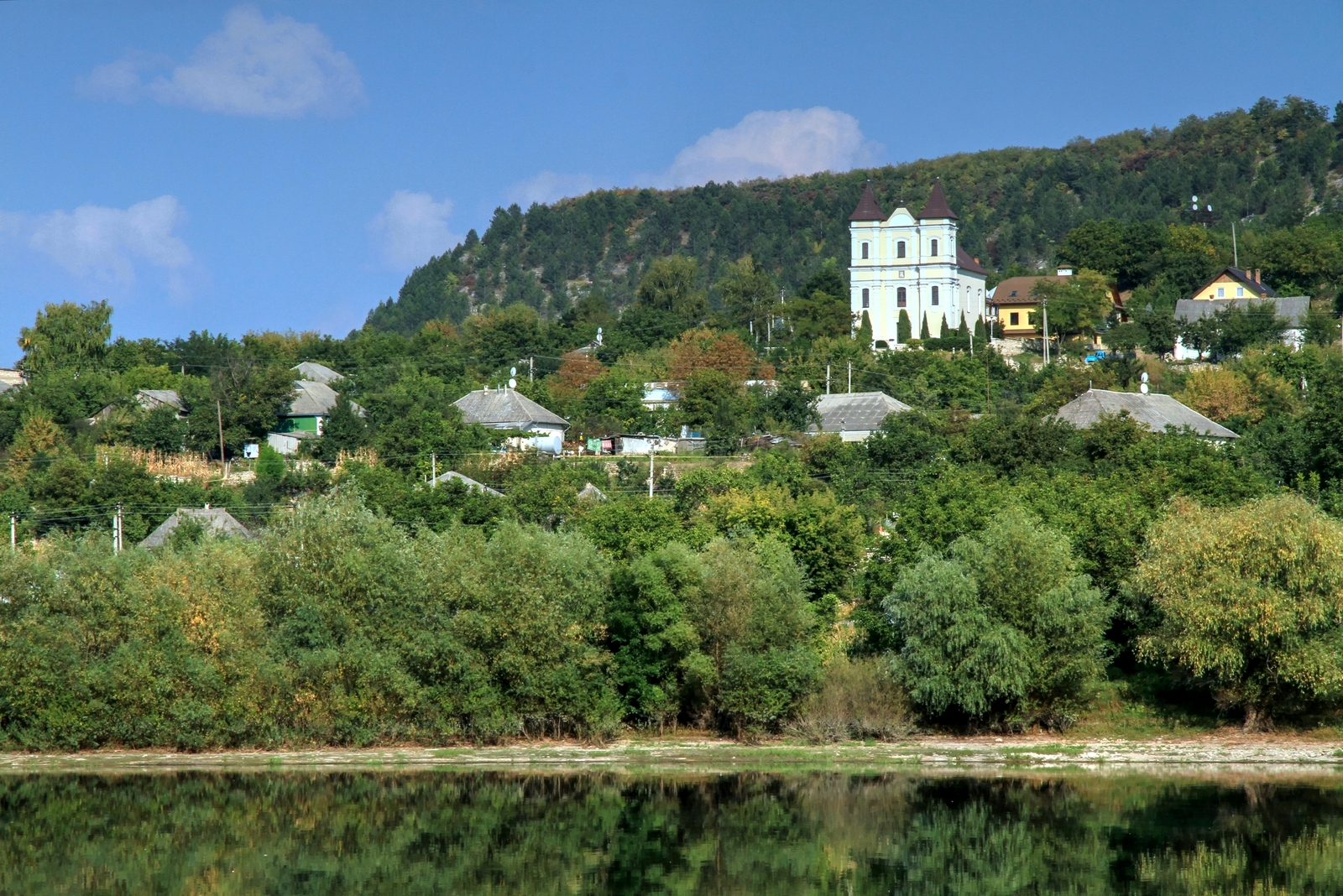
Biserica "Sfântul Caietan" din Rașcov
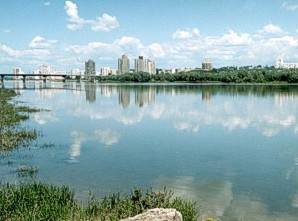
Nistrul, la Rezina
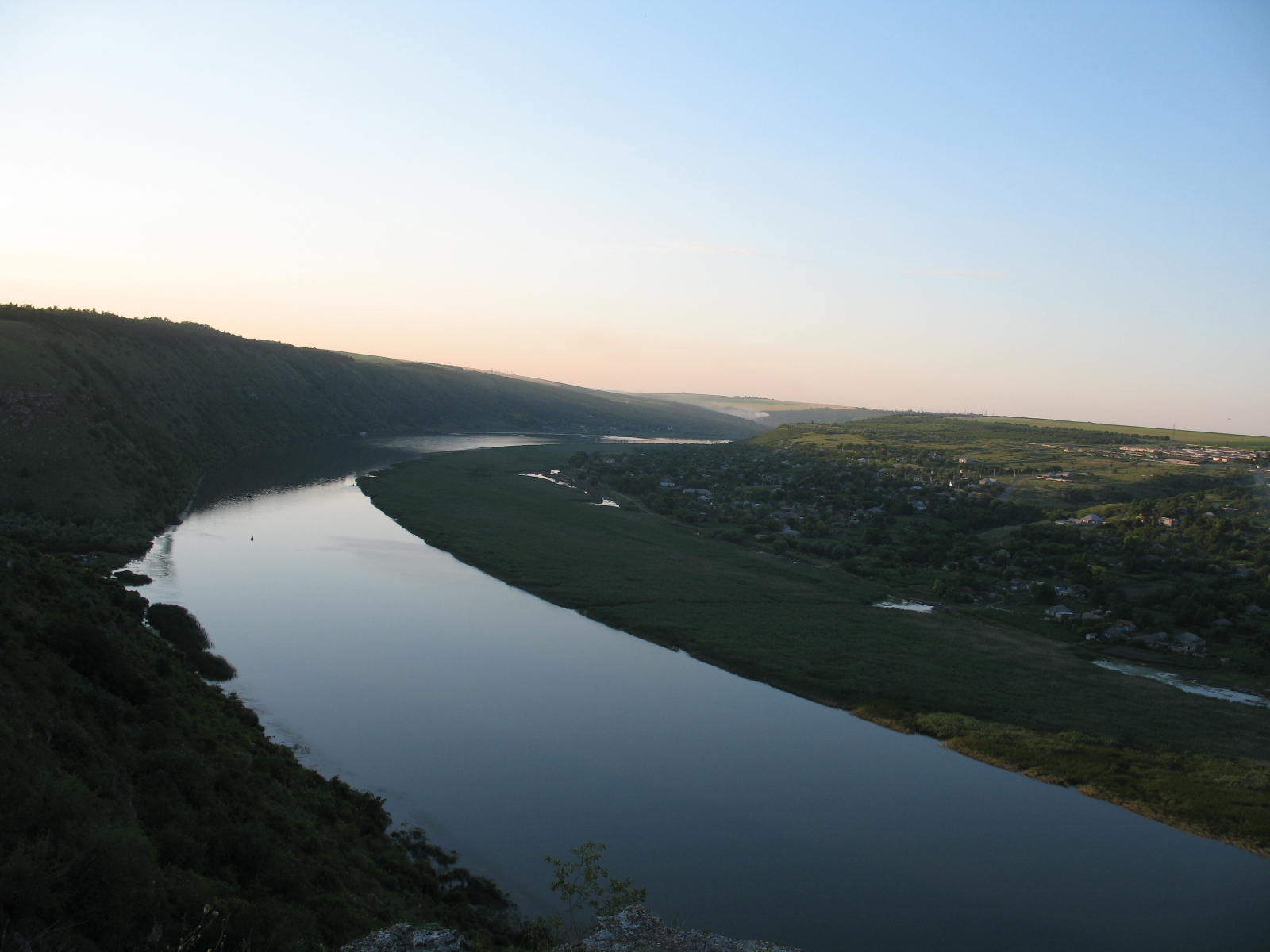
Nistrul, la Țipova (raionul Rezina)
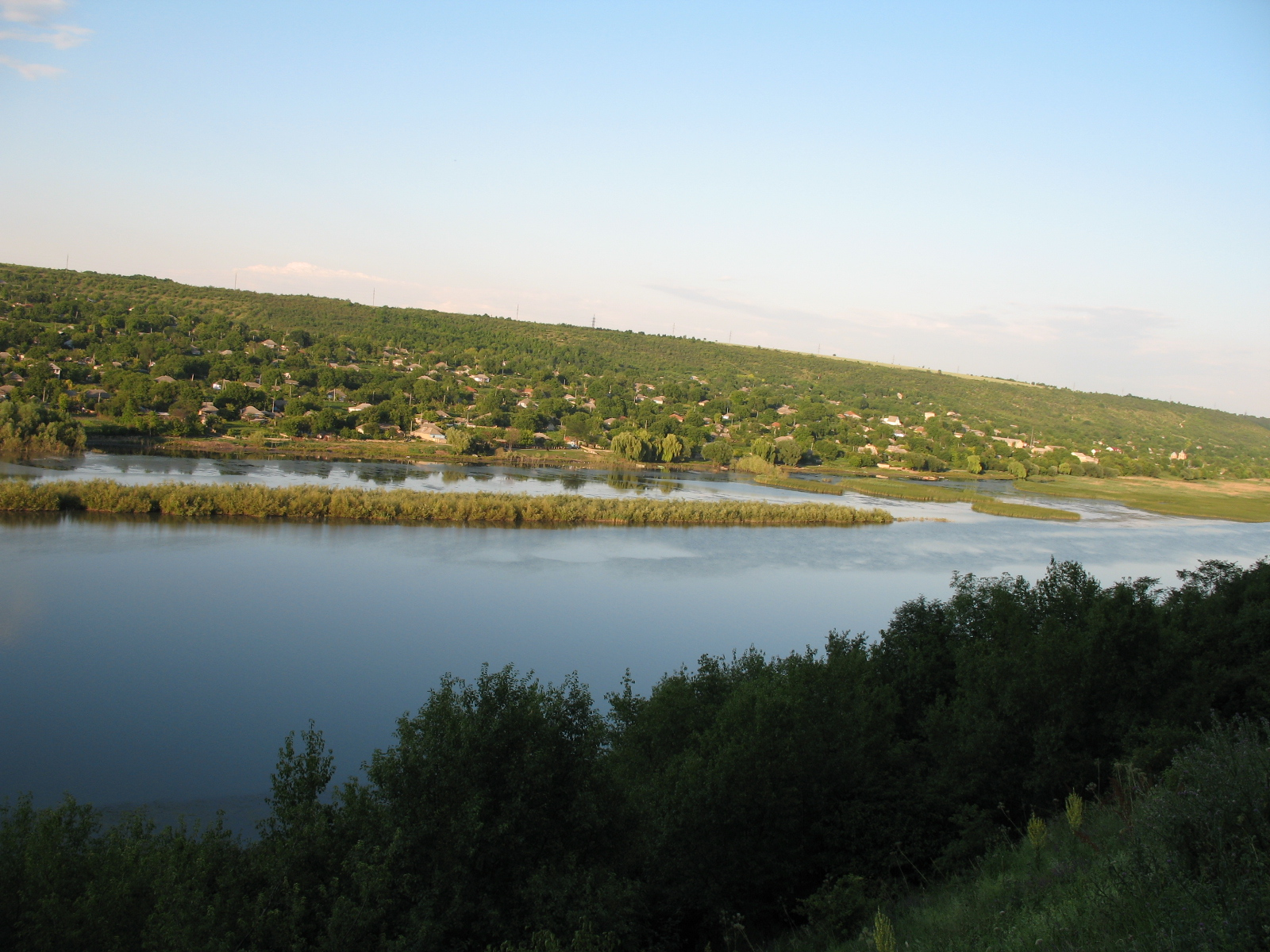
Râul, lângă Popencu (Stînga Nistrului)
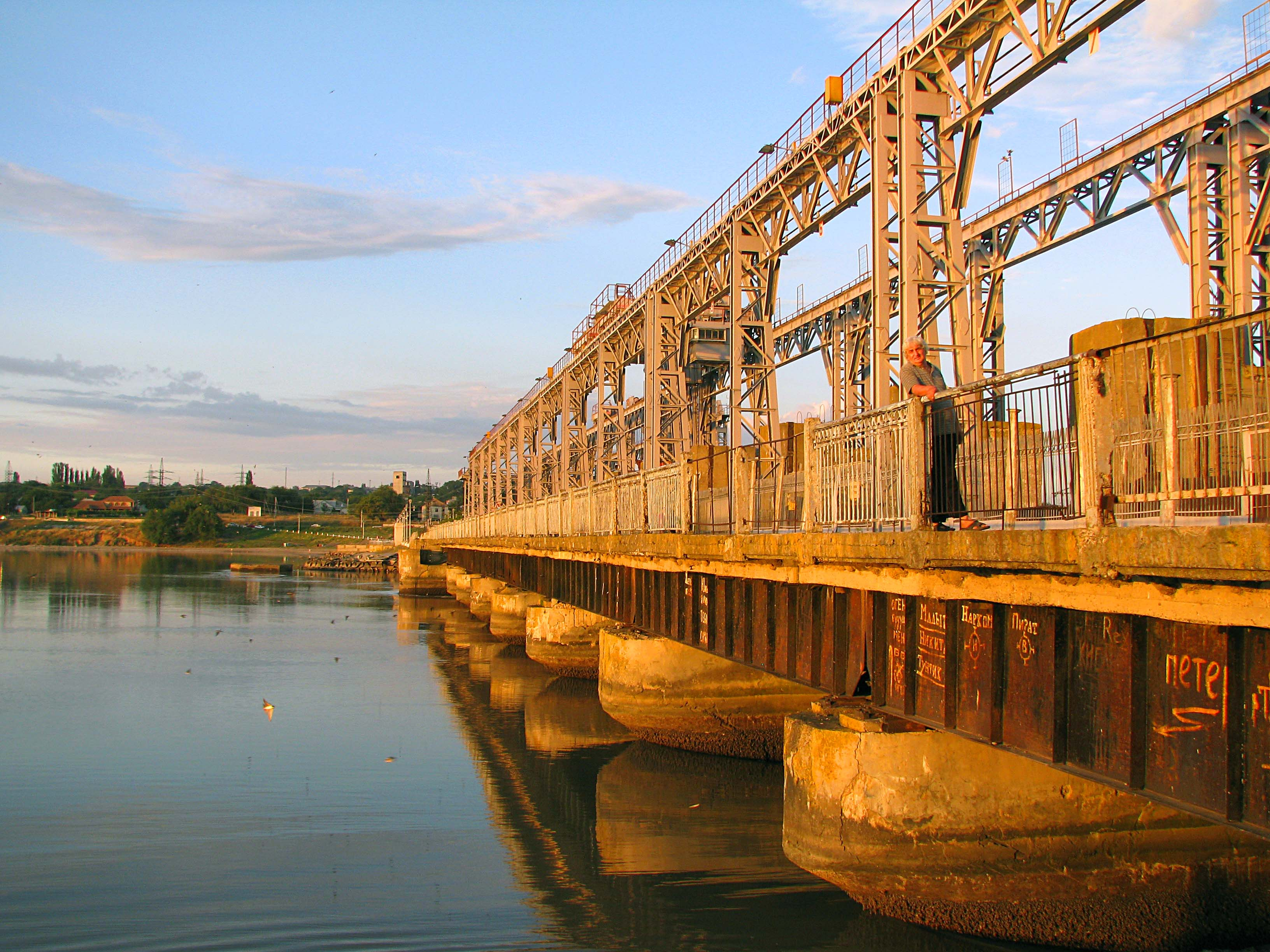
Centrala hidroelectrică de la Dubăsari
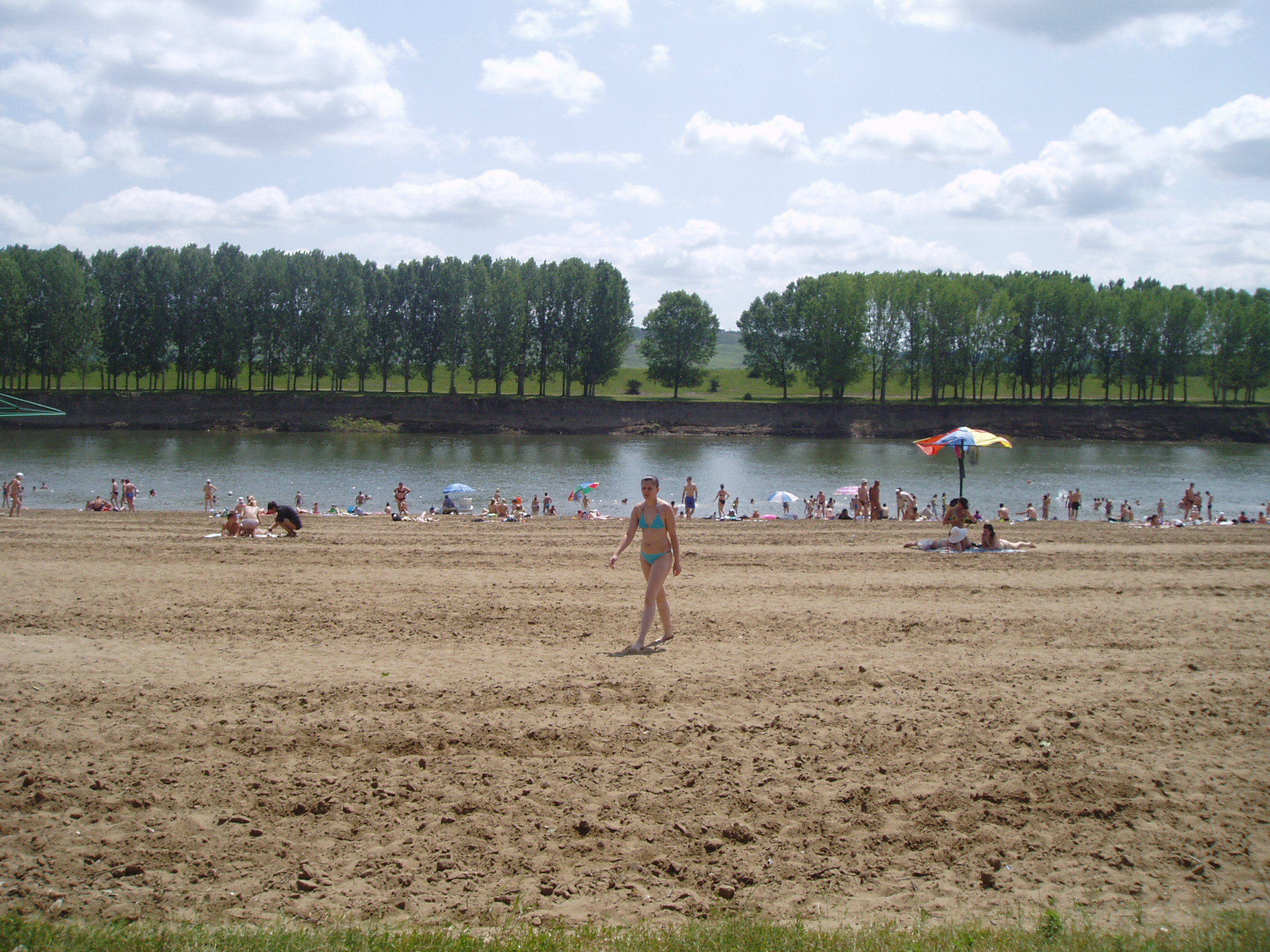
Plajă la Vadul lui Vodă
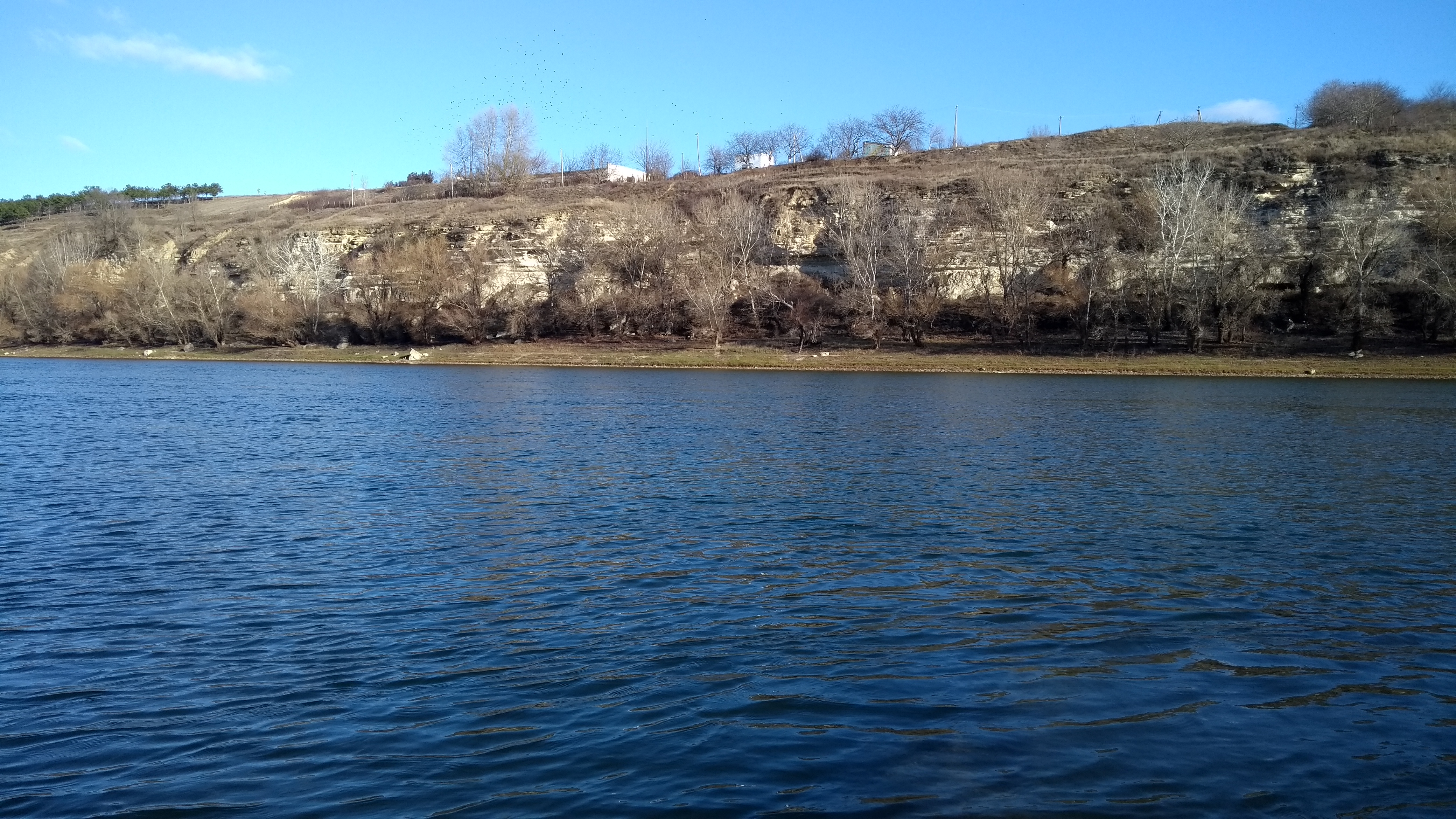
Nistrul lângă Gura Bîcului, Anenii Noi
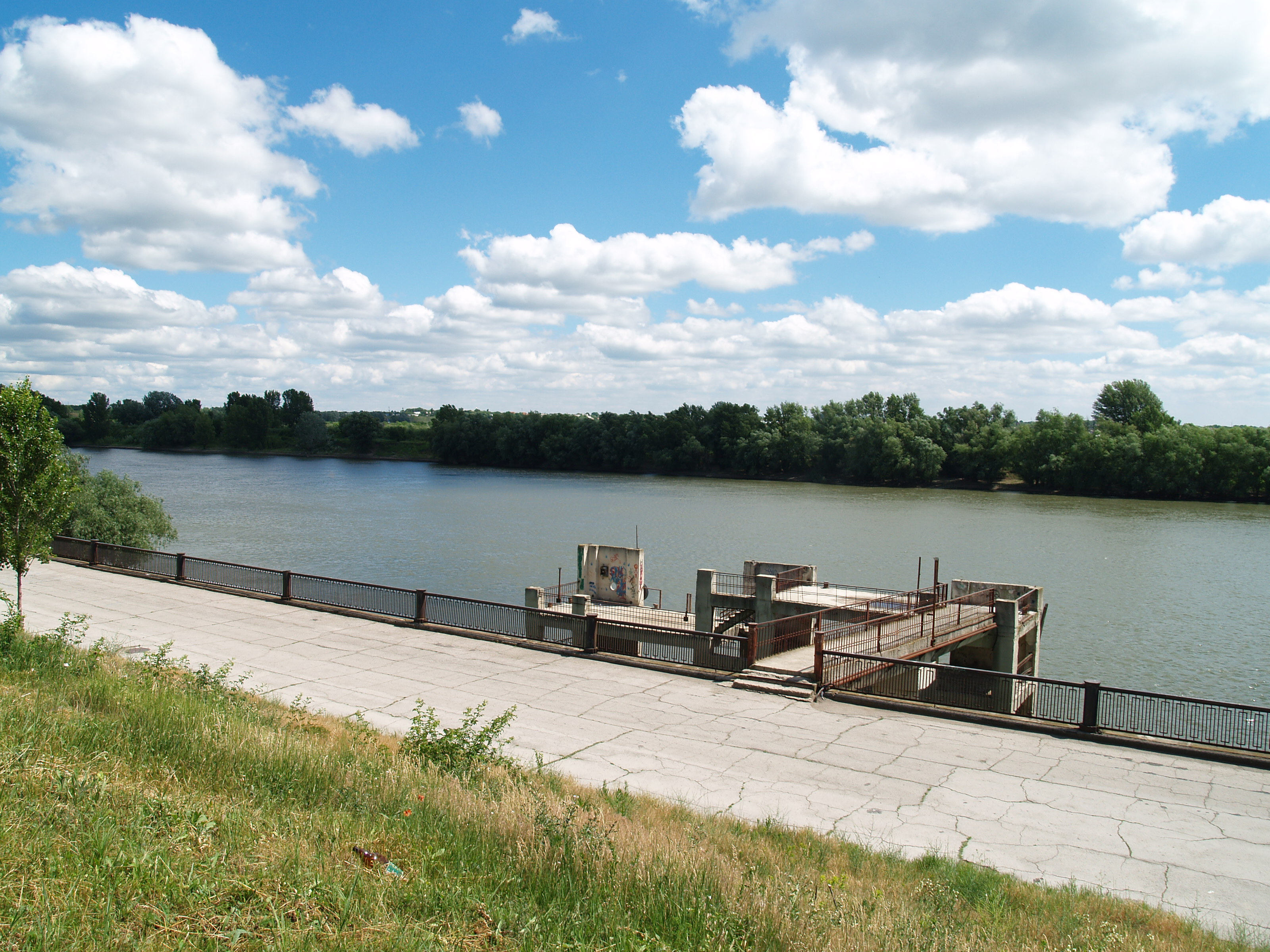
Nistrul, la Tighina
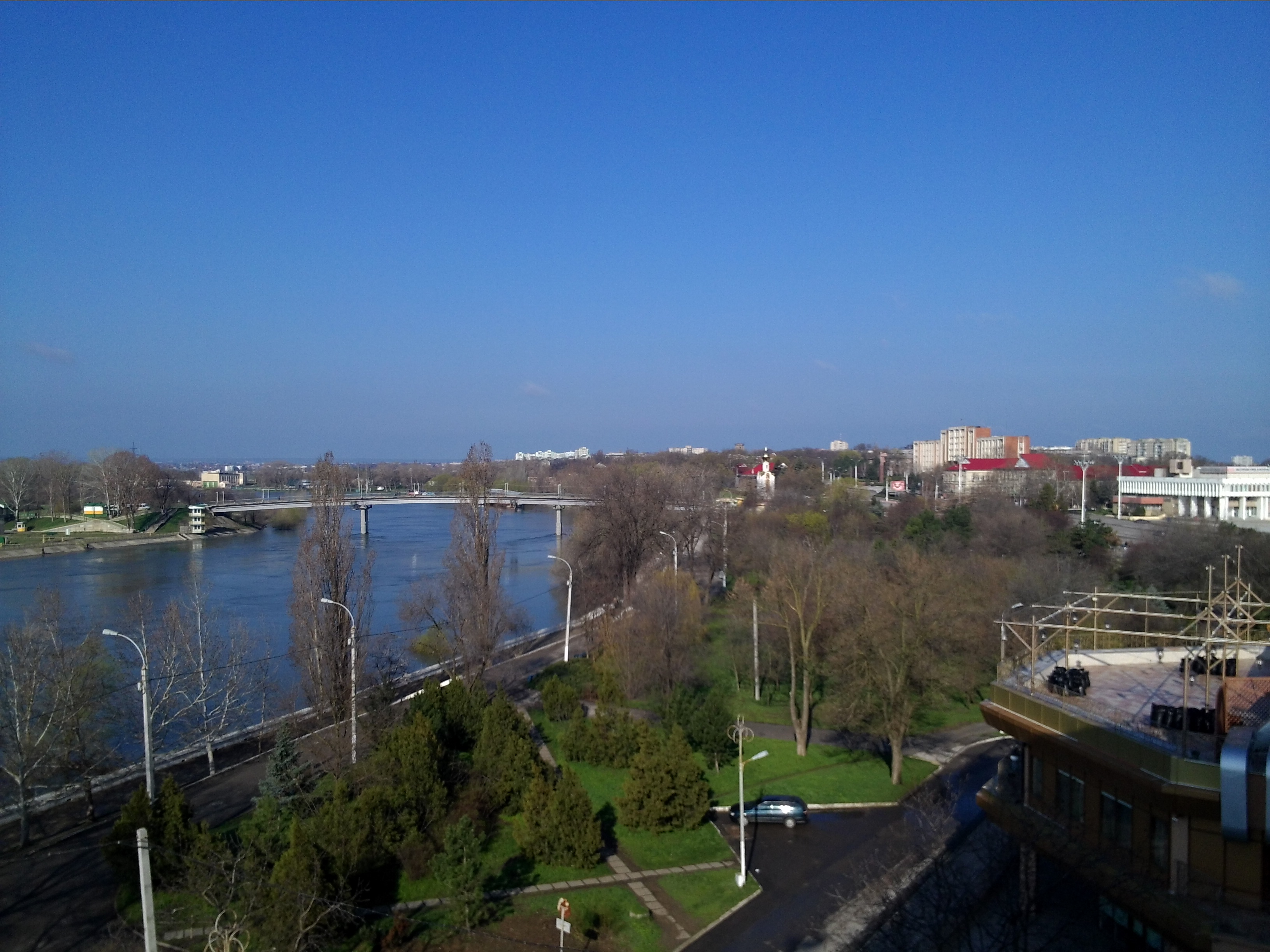
În Tiraspol
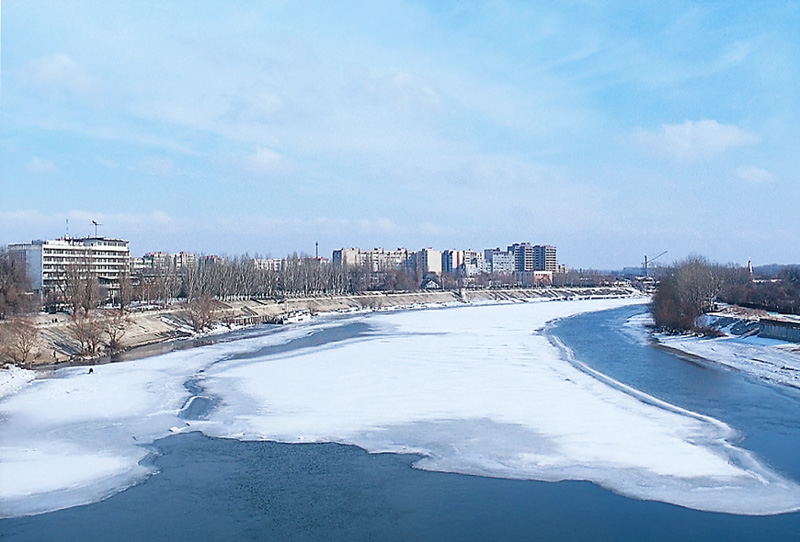
Pe timp de iarnă, la Tiraspol
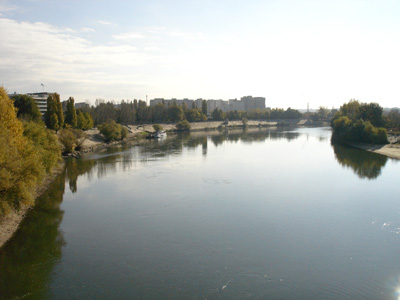
Cursul inferior